# Kloster Lehnin
Das Kloster Lehnin (lat. Leninum; Leniniense Monasterium u. ä.) ist eine ehemalige Zisterzienserabtei im Ort Lehnin. Die Gemeinde Kloster Lehnin südwestlich von Potsdam ist nach dem Kloster benannt. Im Jahr 1180 gegründet und im Zuge der Reformation 1542 säkularisiert, beherbergt es seit 1911 das Luise-Henrietten-Stift. Das Kloster liegt im Zentrum der Hochfläche Zauche in wald- und wasserreicher Umgebung rund 700 Meter vom Klostersee entfernt.
Die Abtei spielte im Hochmittelalter eine wichtige Rolle beim Landesausbau der jungen Mark Brandenburg unter deren ersten Markgrafen aus dem Haus der Askanier. Neben seiner historischen kommt dem Kloster auch eine große kulturelle Bedeutung zu: Seine Kirche zählt zu den wichtigsten romanisch-gotischen Backsteinbauten in Brandenburg. Deren Rekonstruktion in den Jahren 1871–1877 gilt als frühe Glanzleistung der modernen Denkmalpflege.
Das heutige Lehniner Stift sieht sich mit seinen pflegerischen, medizinischen und ausbildenden diakonischen Einrichtungen in der klösterlichen Tradition und versteht sich als Schaufenster der Evangelischen Kirche.

## Stabilisierungsfaktor der jungen Mark Brandenburg

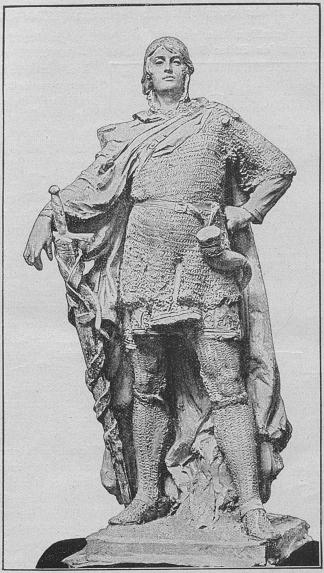
Otto I., verherrlichende Darstellung durch den Bildhauer Max Unger in der ehemaligen Siegesallee, Berlin

Die Gründung des Klosters Lehnin erfolgte durch den zweiten brandenburgischen Markgrafen Otto I. (1125–1184) im Jahr 1180 aus wirtschaftlichen, machtpolitischen und religiösen Erwägungen. 23 Jahre zuvor, im Jahr 1157, hatte der erste Markgraf Albrecht der Bär († 1170) den Slawenfürsten Jaxa von Köpenick entscheidend besiegt und die Mark aus der Taufe gehoben. Die Deutschen hatten die im Teltow, im Havelland und in der Zauche ansässigen Slawenstämme in den Jahrhunderten zuvor schon mehrfach geschlagen, konnten die Gebiete jedoch nie halten und ließen sich immer wieder zurückdrängen. Daher war den Askaniern Albrecht dem Bären und seinem Sohn Otto I. bewusst, dass mit dem Sieg von 1157 das Land keinesfalls gewonnen war.
Die Konsolidierung der neuen Gebiete mit ihrer slawischen Bevölkerung erreichten die Askanier durch eine Doppelstrategie. Zum einen riefen sie christliche Siedler, beispielsweise aus Flandern (der Name lebt im Namen Fläming fort), in das Land, die schnell ein Gegengewicht zur „heidnischen“ slawischen Bevölkerung bildeten. Zum anderen holten sie mit der Klostergründung der Zisterzienser besonders tatkräftige Christen in die Mark, deren wirtschaftlich erfolgreiche Tätigkeit sehr bald Vorbildfunktion gewann und dem Interesse der Askanier an einem Land, das ihnen hohe Gewinne einbringen sollte, entgegenkam.
Die Mark Brandenburg entsprach in ihrer territorialen Ausdehnung gegen Ende des 12. Jahrhunderts nicht dem heutigen Flächenstaat – neben der Altmark zählten im Wesentlichen lediglich das östliche Havelland und die Zauche dazu. Erst in den folgenden 150 Jahren gelang es den Askaniern, die Mark Brandenburg bis zur Oder auszudehnen. Bei der schrittweisen Erweiterung nach Osten über die Flusslinie Havel-Nuthe in den Teltow, das Berliner Urstromtal und den Barnim flankierten die Mönche mit der Christianisierung der verbliebenen Slawen und mit ihren Kirchenbauten die askanische Siedlungspolitik. Daneben gewann Lehnin für Otto I. eine strategische „innerdeutsche“ Funktion als Grenzschutz gegenüber Erzbischof Wichmann, der das Interesse seines Erzbistums Magdeburg an diesem Landstrich bereits 1170 mit der Gründung des Nachbarklosters Zinna bei Jüterbog deutlich gemacht hatte und der Mark der Askanier südlich der Flussniederung Nuthe-Nieplitz gegenüberstand.

## Geschichte bis zur Säkularisation 1542

### Gründungsgeschichte

#### Tochterkloster von Morimond
Die Klosterstiftung Lehnin durch Otto I. im Jahr 1180 war das erste Kloster in der Mark Brandenburg. Lehnin diente als Hauskloster und Grablege der Askanier, später auch der Hohenzollern, und war Mutterkloster der folgenden Zisterzienserklöster:
- Kloster Paradies (1230), heute in West-Polen gelegen in der Woiwodschaft Lubuskie, Lebuser Land
- Kloster Mariensee (1258), 16 Jahre später verlegt: Kloster Chorin (1273) im Barnim bei Eberswalde
- Kloster Himmelpfort (1299) in Himmelpfort (Stadt Fürstenberg/Havel).

Lehnin wurde als Tochterkloster (Filiation) von Morimond, einer der vier Primarabteien des zisterziensischen Ursprungsklosters im französischen Cîteaux (lat. Cistercium; in der Nähe von Dijon), gegründet. Die ersten zwölf Mönche kamen mit dem Abt Sibold nach einem Ruf Ottos I. 1183 aus dem Kloster Sittichenbach bei Eisleben im Harzvorland. Bei diesem Ruf kamen Otto die Kontakte zugute, die sein Vater Albrecht der Bär zu den Zisterziensern von Sittichenbach geknüpft hatte, als er in Quedlinburg am 11. April 1154 die Zeugenliste der für das Kloster Sittichenbach ausgestellten Königsurkunde eröffnete.

#### Gründungslegende um OttoI.

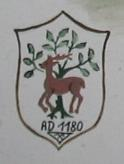
Wappen Lehnin, Zeichnung

Die Gründungslegende um das Kloster Lehnin fand Eingang in die deutsche Literatur, bildet die Grundlage für das Wappen der Gemeinde und ist angeblich auch bestimmend für den Namen Lehnin. Der Legende nach gab es folgenden Grund für die Ortswahl des Klosterbaus: Otto I. war nach anstrengender Jagd unter einer Eiche eingeschlafen. Im Traum erschien ihm immer wieder ein weißer Hirsch, der ihn mit seinem Geweih aufzuspießen drohte und den er mit seinem Jagdspieß nicht abwehren konnte. In seiner Not rief Otto den Namen Christi an, woraufhin die Traumerscheinung sich endlich auflöste. Als Otto seinen Begleitern den Traum erzählte, deuteten diese die Hirschkuh als Sinnbild für die heidnischen Slawenstämme und rieten ihm, an dieser Stelle eine Burg zu Ehren des Christengottes gegen die heidnischen Gottheiten zu errichten. Doch es sollte eine Burg Gottes, ein Kloster werden.

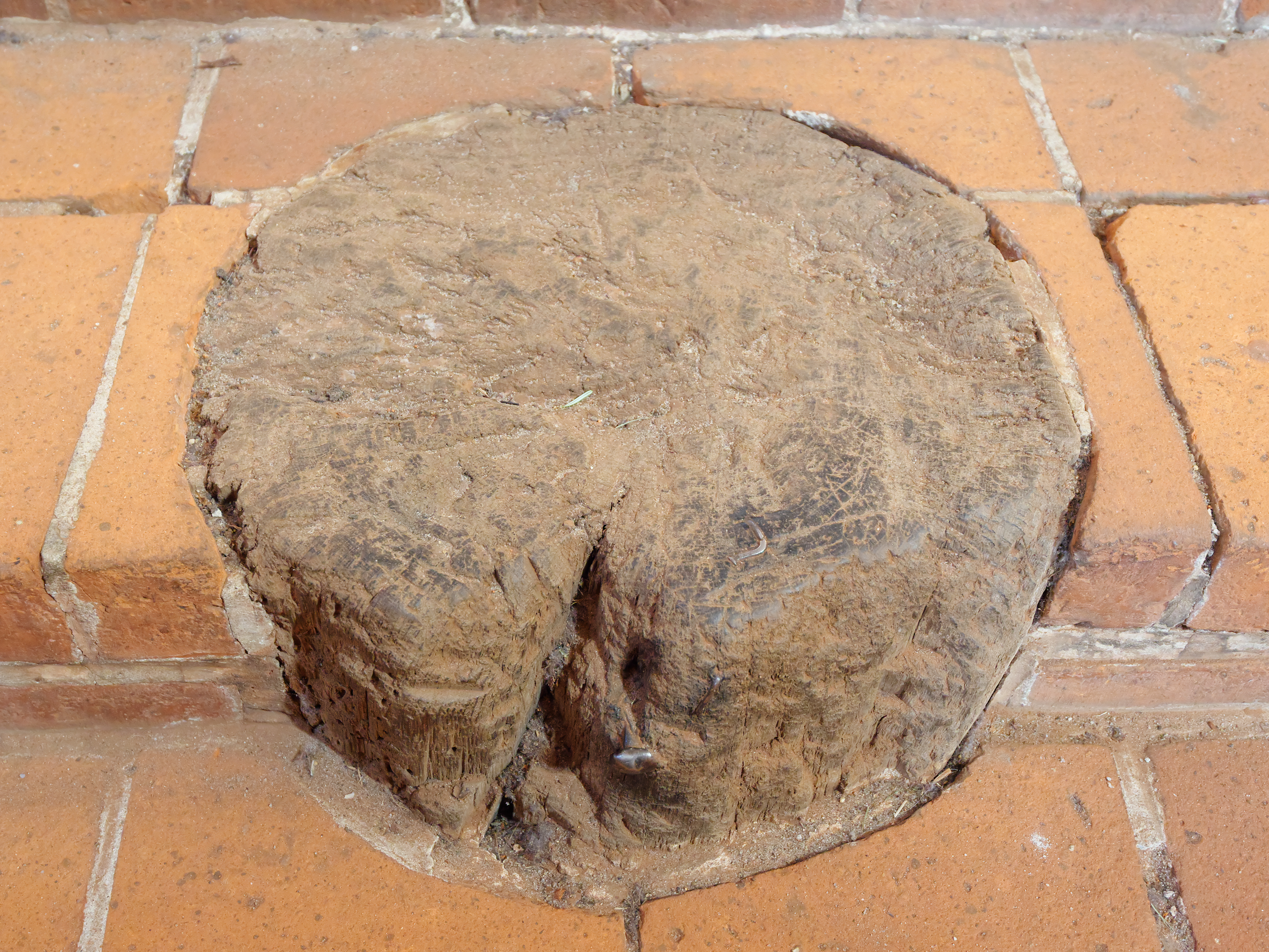
Kirche, verkieselter Eichenblock

Willibald Alexis, der bedeutendste märkische Romancier vor Theodor Fontane, stellte die Legende in dem Roman Die Hosen des Herrn von Bredow aus dem Jahr 1846 ausführlich dar. Seine Romanperson Ruprecht lässt Alexis berichten: „Der grimmige Elenhirsch, der ihn im Schlafe umbringen wollte, könne nur der Satan gewesen sein, der Wut schnaube und zittere in seinem Ingrimm, weil der Markgraf in dem Lande schon so Großes vollbracht und noch mehr vollbringen wolle, dass seine, die Herrschaft der Finsternis, aufhöre. Der Markgraf […] gelobte […], dass er […] auf derselben Stelle […] ein Kloster bauen wolle. Von da solle das Licht des Glaubens und die gute Sitte und ehrbarer Fleiß ausgehen über das ganze Heidenland […]“. Auch in Theodor Fontanes Roman Vor dem Sturm wird die Gründungssage erzählt (III, 15).
In den Altarstufen der Klosterkirche ist ein verkieselter Eichenblock eingelassen, der aus dieser Zeit stammen soll und als angeblicher Teil der „Eiche Ottos“ der Gründungslegende zugeschrieben wird (eine dendrochronologische Untersuchung, also eine Datierung mittels Jahresringen, ist bisher noch nicht erfolgt). Während der Zeit der Missionierung wurden des Öfteren heidnische Tempel oder Heiligtümer mit christlichen Sakralbauwerken überbaut, um die alte Religion zu verdrängen und die Macht des neuen Glaubens eindrucksvoll zu demonstrieren. Manche Autoren äußern daher die Vermutung, es könnte sich auch bei dem eingelassenen Baumstumpf um den zentralen Teil eines ehemaligen slawischen Naturheiligtums handeln, das von den Missionaren ähnlich geschlagen worden sein könnte wie einst die Donareiche von Bonifatius. Als makabres Zeichen des Triumphes hätte man den Baumstumpf baulich in die Altarstufen integriert.
Eiche und Hirsch aus der Legende bilden heute das Wappen der Gemeinde Kloster Lehnin. Nach Theodor Fontane soll Otto I. den Namen Lehnin gewählt haben, weil Lanye im Slawischen Hirschkuh bedeutet. Fontane beruft sich in seiner Darstellung auf die Angaben in der Böhmischen Chronik von Přibík Pulkava, der Historiograf Kaiser Karls IV. im 14. Jahrhundert war. Stephan Warnatsch, der 1999 eine zweibändige Monographie zum Kloster vorgelegt hat, hält eine Ableitung von Jelenin = ‚Hirsch‘ für wahrscheinlicher, allerdings ebenfalls nicht für stichhaltig. Denn nach seinen Überlegungen ist es nicht sehr einleuchtend, „dass ein deutscher Markgraf einer gegen die heidnischen Wenden gerichteten Klosterstiftung ausgerechnet einen slawischen Namen geben sollte […]“. Die bisherigen Ableitungen sind daher eher als spätere Versuche zu verstehen, den für ein deutsches Kloster ungewöhnlichen slawischen Namen zu erklären. „Wahrscheinlich leitet sich ‚Lehnin‘ vom Eigennamen ‚Len‘ (deutsch ‚Faulpelz‘) ab und wäre mithin als ‚Ort des Len‘ zu verstehen – ein ganz üblicher Siedlungsname also.“

#### Abgeschiedenheit von der Welt und Einfachheit der Lebensweise

Pharus-Karte von 1903, Ausschnitt

Die Zisterzienser fanden für ihre Bauten schwierige Bodenverhältnisse vor. Das Gebiet Zauche wird nordwestlich durch den Flusslauf der Havel, südwestlich durch das Baruther Urstromtal und östlich durch die Nuthe-Nieplitz-Niederung begrenzt. Die flachwellige Hochfläche entstand vor rund 20.000 Jahren während der Weichsel-Eiszeit, als das Inlandeis am Fläming südlich des Baruther Urstromtals seine maximale Ausdehnung nach Süden erreichte und in der nördlichen Zauche seine Hauptendmoräne aufschüttete. Das Eis und abfließendes Schmelzwasser hinterließen auf der Zauche flachwellige Ablagerungen aus Geröll, Mergel und Sand, darunter den Beelitzer Sander.
Der Name der rund 60 m ü. NHN liegenden Zauche kommt aus dem Slawischen und bedeutet trockenes Land – das von den Slawen aufgrund dieser Trockenheit eher an den Rändern der Hochfläche oder an Seen, die meist aus Toteisblöcken entstanden waren, besiedelt wurde. Reste von angestauten Schmelzwasserseen und Rinnen wie das Emstertal ließen in diesem ansonsten kargen Land einige tiefe, unwegsame Sümpfe entstehen, so auch um den Lehniner Klostersee.
Dass die Mönche das Kloster in dieses eher unwirtliche Gelände hineinbauten, hatte einen Grund in der strengen, asketischen Lebensweise der Zisterzienser, die mit ihrer Carta Caritatis die ursprüngliche Strenge und die Regel „ora et labora“ des Benediktinerordens, von dem sie sich 1098 getrennt hatten, wiederherstellen wollten. Diesem Ideal trug Markgraf Otto I. Rechnung, als er das Kloster 1180 in einer sumpfigen Umgebung 15 Kilometer südöstlich von seinem Hauptort Brandenburg an der Havel stiftete. Zudem wünschte er sich für seine Familie ein Hauskloster als dynastische Grablege, die daher nicht zu weit entfernt vom Fürstensitz liegen sollte.
Nach der Ordensregel des Benedikt von Nursia (Regula Benedicti) wollten die Mönche ausschließlich von ihrer eigenen Hände Arbeit leben. Einnahmen aus Verpachtung und Zinsen sowie die Erhebung des Zehnten lehnten sie ab. Einfache Kleidung, bescheidene Ernährung mit Gemüse ohne jedes Fleisch, strohgedeckte Betten ohne Polster sollten ihre Lebensweise prägen. Zu dieser Lebensweise passte eine Ortswahl, die den Mönchen besondere Härte abverlangte. Laut Fontane sollten die Klöster zudem auch deshalb „in Sümpfen und Niederungen, d. h. in ungesunden Gegenden gebaut werden […], damit die Brüder dieses Ordens den Tod jederzeit vor Augen hätten. […] An wenigen Orten mochten die Vorzüge dieses Ordens deutlicher hervortreten als in der Mark, weil sie nirgends ein besseres Gebiet für ihre Tätigkeit vorfanden.“ Das Ordensideal der eigenhändigen Arbeit verschwand allerdings schon kurz nach 1200 (siehe unten), und mit ihrer wirtschaftlichen Tüchtigkeit entwickelten die Mönche Lehnin zu einer wohlhabenden Abtei.

### Die wirtschaftliche Entwicklung des Klosters

#### Grundbesitz

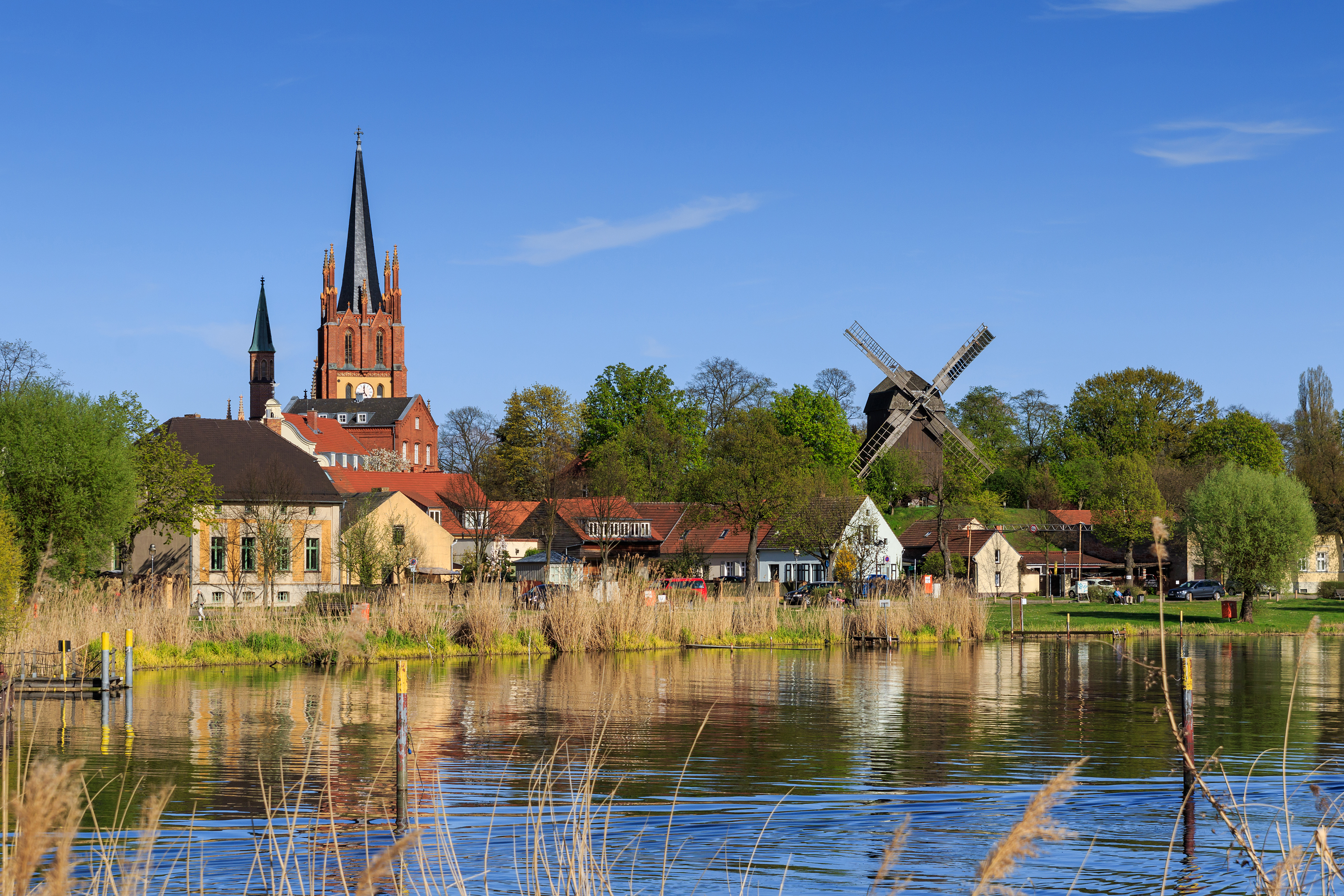
Klosterbesitz Werder (Havel)

Basis der erfolgreichen Wirtschaftstätigkeit war der Grundbesitz des Klosters. Die Stiftungsausstattung umfasste den Klostersee bis zur Mühle in Nahmitz mit allen seinen Einkünften, die fünf Dörfer Göritz, Rädel, Cistecal, Schwina und Kolpin, einen Teil des Dorfes Götz, „je eine Wiese bei Deetz und Wida sowie eine Hebung über fünf Winscheffel aus dem Salzzoll zu Brandenburg.“ Die Fischerei in Flüssen und Seen hatte im Hochmittelalter einen hohen Stellenwert für die Versorgung, so dass dem Besitz von Seen und Fischereirechten eine große Bedeutung zukam. Ein Jahr vor seinem Tod, 1183, ergänzte Otto I. diese Grundausstattung um weitere Dörfer und Seen. Auch in der Folgezeit erhielt die Zisterze Besitzschenkungen der askanischen Landesherren, die in der Regel frei von Lasten und Abgaben wie Steuern oder Zollpflichten übertragen wurden. Die Lehniner Mönche erweiterten ihr Einflussgebiet stetig und verwandten ihre erwirtschafteten Überschüsse zum Zukauf weiterer Dörfer wie des benachbarten Nahmitz; die Zauche bildete mit einem Drittel ihrer Fläche den Kernbesitz des Klosters. Bereits 1219 kam das mit rund vierzig Kilometern verhältnismäßig weit entfernte Dorf Stangenhagen und später auch Blankensee hinzu, die beide im Süden des von Fontane sogenannten Thümenschen Winkels im Dreieck der Flussläufe von Nuthe und Nieplitz liegen. Diese Erwerbung dehnte den Lehniner Einflussbereich bis ins Magdeburgische aus.
Im Jahre 1317 kauften sie für 244 Mark brandenburgischen Silbers die heutige Blütenstadt Werder (Havel). Der bekannte Obstanbau in Werder, der jährlich im Frühjahr mit einem der inzwischen größten deutschen Volksfeste, dem Baumblütenfest, gefeiert wird, geht auf die Arbeit dieser Pflanzstätte aller Kultur in der Mittelmark (G. Sello) zurück. Ein weiteres Lehniner Dorf war der heutige südliche Berliner Ortsteil Zehlendorf, ferner das seinerzeit von Zehlendorf getrennte slawische Slatdorp mit dem Slatsee (Schlachtensee), und selbst nördlich Berlins im Barnim gab es Lehniner Ländereien wie das Dorf Wandlitz (Vandlice), die Grangie Altenhof in Schönerlinde oder das Dorf Sommerfeld nordwestlich von Oranienburg. Das Dorf Lehnin, die Kerngemeinde der heutigen Großgemeinde Kloster Lehnin, entstand um 1415, als die Zisterzienser vor den Klostermauern einen Markt einrichteten.

#### Wirtschaftstätigkeit
Den Mönchen kam sehr bald eine wirtschaftliche Vorbildfunktion zu, die in den märkischen Dörfern willkommen war. Ihre Klöster wurden zu Musterbetrieben, da die Zisterzienser immer auf dem neuesten agrar- und wirtschaftstechnischen Stand waren, sei es bei der Urbarmachung der Sümpfe, der Anlage von Mühlen, beim Anbau von Wein oder bei Ackerbau und Viehzucht. Diese Arbeiten wurden in der Regel weniger von den Chormönchen als vielmehr von den Konversen, den Laienbrüdern mit verringerten Gebetspflichten, oder von angestellten Arbeitern ausgeführt. Zur Unterstützung ihres umfangreichen Handels mit Erzeugnissen und Produkten wie Getreide, Fleisch, Fisch, Molkereiprodukten, Honig, Bienenwachs, Wein und Leder unterhielten die Mönche florierende Stadthäuser in Berlin und in Brandenburg an der Havel. Eine Urkunde vom 20. August 1469 belegt, dass Getreidelieferungen bis nach Hamburg gingen.

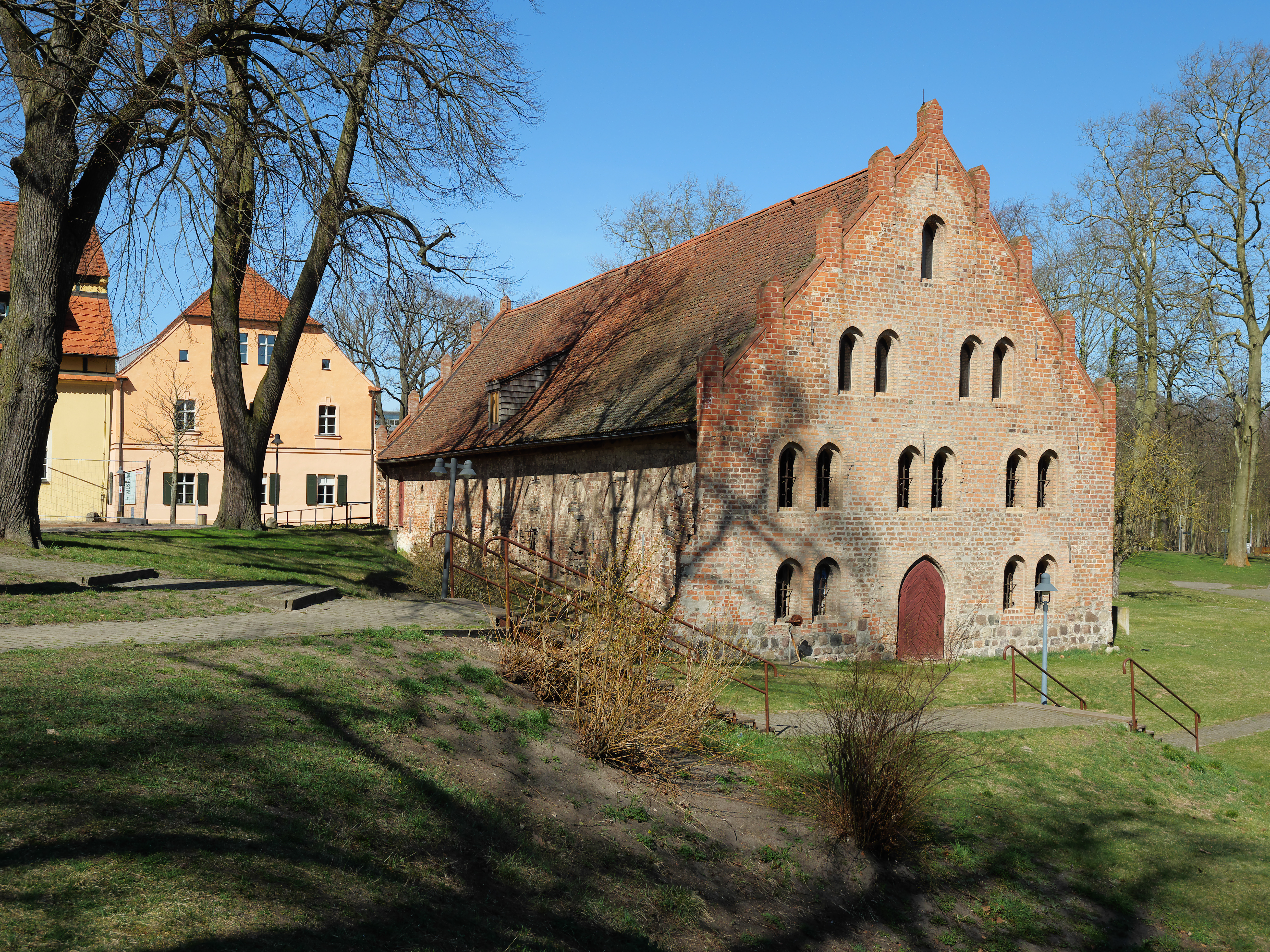
Kornhaus, Getreidespeicher für Pachtabgaben

Anfang des 13. Jahrhunderts kam es aufgrund der fortschreitenden Wirtschaftsentwicklung zu einer einschneidenden Abweichung vom ursprünglichen Ordensideal: Es bestand kein Bedarf mehr an Fachleuten für Urbarmachung, sondern für Wirtschaft, Handel und Verwaltung. Nach jahrelangen Diskussionen im Generalkapitel gaben die Zisterzienser die Ordensregel auf, die Ertragsquellen wie Zinseinkünfte sowie die Erhebung des Zehnten und Pacht verbot; diese Maßnahme betraf europaweit alle Klöster der Zisterzienser. Der ausgedehnte Lehniner Grundbesitz, zum Teil ausgestattet mit dem Recht zur Zehnterhebung, führte zu erheblichen Einnahmen aus diesen Rentenquellen, die der Regel „ora et labora“ eigentlich widersprachen. Zu einer Pachtabgabe, die im riesigen Kornhaus (karnhusz) gelagert wurde, führt Das Prozeßregister des Klosters Lehnin unter dem 23. September 1443 die Eintragung: „[…] twey wispel roggen […] clostere Lenyn hebben gegeven, unde hebbe gesien, dat die pacht in dat closter is gefuret unde upp des closters karnhusz is gedragen.“
Stephan Warnatsch berechnet die gesamten Renteneinnahmen pro Jahr, die er auf rund ein Drittel der Gesamteinkünfte schätzt, für die Zeit um 1375: „[…] 111,5 Talente Geld, 3831 Gulden, 414 Groschen, 8153,5 Denare, 4210,5 Scheffel und 80 Maß Weizen, 2236 Scheffel und 13,5 Maß Hafer, 1792 Scheffel und 32 Maß Gerste, 50 Scheffel Roggen, 40 Scheffel Humus, 2 Scheffel Mohn, ein halbes Pfund Pfeffer, 857 Vögel und 460 Eier […]“.
Im 15. Jahrhundert hatte das Kloster eine derartige Finanzkraft, dass Kredite an Städte wie Erfurt und Lüneburg vergeben werden konnten. Lüneburg bekam beispielsweise 1443 einen Kredit über 550 Gulden bei sechs Prozent Jahreszins, den die Mönche 1472 auf vier Prozent senkten. Als das Kloster 1542 säkularisiert wurde, umfasste der Besitz rund 4500 Hektar Wald- und Ackerfläche, 54 Seen, neun Wind- und 6 Wassermühlen, 39 Dörfer sowie mit Werder eine Stadt. Ausdruck der Lehniner Prosperität waren ferner die drei erwähnten Klosterneugründungen im 13. Jahrhundert, die erlaubt waren, sobald ein Kloster die Stärke von 60 Mönchen überschritt.

### Klostergeschichte und eine Prophezeiung

#### Mordlegende um den ersten Abt Sibold

Slawische Siedlung, Zeichnung

Dieser Reichtum wurde hart erarbeitet und teuer bezahlt. Mit welchen politischen Schwierigkeiten die Mönche in den ersten Jahren zu kämpfen hatten, verdeutlicht die Legende um den ersten Abt Sibold.
Die archäologische Forschung konnte mehrere slawische Dörfer in der unmittelbaren Umgebung Lehnins nachweisen, deren Bevölkerung vor allem in den ersten Jahren nach Klostergründung bis etwa 1185/1190 den Mönchen erheblichen Widerstand bei ihrer Missionierung leistete und sich gegen die Zerstörung ihrer Kultstätten auflehnte. Neuere Forschungen weisen in die Richtung, dass das Kloster demonstrativ auf einer heidnischen Kultstätte errichtet wurde – der in den Altarstufen der Kirche eingelassene Teil des Eichenstamms könnte aus einer Eiche stammen, die von den Slawen als Heiligtum verehrt wurde. Damit würde der Block, wenn diese Analyse stimmt, fälschlich der Gründungslegende um Otto I. zugeschrieben. 1170 zerstörten Slawen das benachbarte Kloster Zinna und antworteten damit auf die Zerstörung der Stätte ihres Gottes Triglaw auf dem Harlunger Berg bei Brandenburg an der Havel. 1179 ermordeten Slawen im magdeburgischen Jüterbog den Zinnaer Abt Rizzo.
Während diese Angaben geschichtlich belegt sind, gibt es für die Legende um die Erschlagung des ersten Lehniner Abtes Sibold im Jahr 1190 keine Belege. Dennoch ist es sehr wahrscheinlich, dass diese Legende angesichts der Verhältnisse dieser Zeit einen realen Kern enthält und damit die Herausforderungen verdeutlicht, die die Mönche Lehnins zu überwinden hatten. Die Geschichte wird ausführlich von Theodor Fontane weitergegeben: Demnach trat Sibold im benachbarten Dorf Nahmitz zur Rast in eine Hütte ein, erschreckte unfreiwillig die Bewohner und wurde nach einem anzüglichen Missverständnis um die Frau des Fischers nach der Flucht auf einen Baum im Wald erschlagen. Die Mönche sollen daraufhin beschlossen haben, den Standpunkt Lehnin aufzugeben, bis ihnen die Jungfrau Maria erschien und zurief: „Redeatis! Nihil deerit vobis“. Das „Kehret um, es soll Euch an nichts mangeln“ flößte den Mönchen neues Gottvertrauen ein, so dass sie die Bauarbeiten am Kloster fortsetzten.

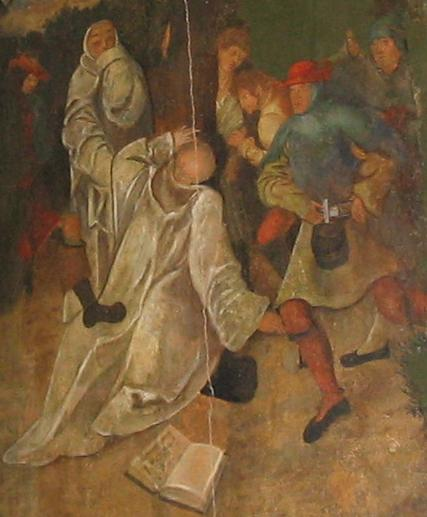
Erschlagung Sibolds, Gemälde in der Kirche, Ausschnitt

Stephan Warnatsch siedelt die mögliche Ermordung des Abtes eher um 1185 an und hält als realen Hintergrund einen Streit der Mönche mit den Nahmitzer Slawen um Fischerei- und Mühlenrechte für wahrscheinlich. Zwei erhaltene Gemälde aus der Klosterzeit, aus dem letzten Viertel des 15. Jahrhunderts beziehungsweise aus dem ersten Viertel des 16. Jahrhunderts, stellen die Ermordung Sibolds dar. Sie sind mit ihren Klosterabbildungen auch für die Baugeschichte von Interesse und wurden bei der Restaurierung 1871 herangezogen (für einen Ausschnitt des älteren Gemäldes mit der Klosterkirche siehe unten; die nebenstehende Szene ist ein Ausschnitt aus dem jüngeren Bild). In dem ehemaligen Berliner Prachtboulevard Siegesallee, der von der Bevölkerung spöttisch als Puppenallee bezeichnet wurde, stand eine Büste des ersten Lehniner Abtes Sibold an der Seite des Denkmals für Otto I.

#### Konvent alsverderbte Räuberbande
In der Mitte des 13. Jahrhunderts haben im Kloster nach übereinstimmenden Schätzungen mindestens 100 Zisterzienser, wahrscheinlich je zur Hälfte Chormönche und Konversen, in getrennten Wohnbereichen gelebt. Bis zur Mitte des 14. Jahrhunderts stammten die Mönche ausschließlich aus dem Adel, danach traten auch zunehmend „Bürgerliche“ in das Kloster ein. Zahlreiche Mönche studierten an den Universitäten in Wittenberg, Erfurt, Frankfurt/Oder und Leipzig.
Einige Klosterbrüder gelangten zu erheblichem Einfluss im „Römischen“ Reich der Kirchenhierarchie. Der Mönch Dietrich von Portitz beispielsweise, genannt Dietrich Kagelwit, war Kanzler bei Kaiser Karl IV., dann Bischof von Minden und danach Erzbischof von Magdeburg. Der Schriftsteller Willibald Alexis gibt in seinem Roman Der Werwolf die Legende Dietrich Kagelwit und die Schweinsohren wieder. Danach holte der Kaiser Kagelwit an seinen Hof, weil er von der Suppenkreation beeindruckt war, die der Mönch ihm bei einer Rast in Lehnin zur Stärkung vorsetzte. Aus der Not heraus, kein Fleisch zu haben und die für den Winter in Reserve gehaltenen Schweine auf Anweisung des Abtes nicht schlachten zu dürfen, schnitt der spätere Bischof der Legende nach den Schweinen die Ohren ab und würzte damit nach des Kaisers Befund die Suppe auf das Vorzüglichste.
Nach 170 Jahren endete die askanische Herrschaft in der Mark. Mit dem Brandenburgischem Interregnum (1319/1320–1323) brach die Zeit der Wirren an, die sich unter den Wittelsbachern und Luxemburgern fortsetzte. Sie spiegelte sich in harten Auseinandersetzungen unter den Klosterbrüdern wider, die bis zum Mord reichten. Der Konvent galt zeitweise als verderbte Räuberbande, einige Mönche standen unter Waffen.
Die Abtei kämpfte im 14. Jahrhundert mit einigen benachbarten adligen Familien, die sich teils widerrechtlich in den Besitz von Klostergütern gesetzt hatten. So werden unter anderem die Familien von Rochow und Groeben als Streitgegner genannt. Auch von der Ermordung eines „Ritters Falko und vier seiner Begleiter“ ist die Rede, die im Kloster genächtigt hatten. Beteiligt an dem Mord soll Hermann II. von Pritzwalk gewesen sein, der später zum Abt Lehnins gewählt wurde. Nach dem Mord an Falko sollen sich Mönche bewaffnet, Söldner angeworben und Raubzüge unternommen haben. Der Mönch Dietrich von Ruppin berichtete daraufhin dem Generalkapitel des Ordens sowie Papst Benedikt XII. von den Vorgängen. Der Heilige Stuhl leitete aufgrund der erhobenen Anschuldigungen 1339 eine Untersuchung der Vorfälle in die Wege, die in Konsequenz jedoch nicht zur Amtsenthebung des beklagten Abtes führte. Vom Kläger selbst wird berichtet, er habe selbst neun Monate in der Haft des Klosters verbracht.
Erst mit der Machtübernahme der Hohenzollern im Jahr 1415 gelangte die Abtei Lehnin zu neuer Blüte. Der führende Widerstand des Abtes Heinrich Stich (1400–1432) gegen die Quitzowschen Raubritter und die Lehniner Unterstützung für Friedrich I. trug den Äbten vertrauensvolle und beratende Funktionen auch bei den neuen Machthabern ein; sie erhielten den Titel Kurfürstlicher Rat. Weiteres Ansehen erlangte das Kloster 1450, als der Papst den Rang eines Bischofs an die Äbte verlieh. „Seitdem trugen sie“, berichtet Fontane, „bei feierlichen Gelegenheiten die bischöfliche Mitra, das Pallium und den Krummstab. Auf den Landtagen saßen sie auf der ersten Bank, unmittelbar nach den Bischöfen von Brandenburg und Havelberg.“ Der letzte Abt Valentin reiste 1518 im Auftrag des Brandenburger Bischofs nach Wittenberg zu Martin Luther, um dessen Veröffentlichung Über den Ablass zu verhindern.

#### Letzter Abt Valentin und Auflösung des Klosters

Zeichnung des Klosters, um 1500

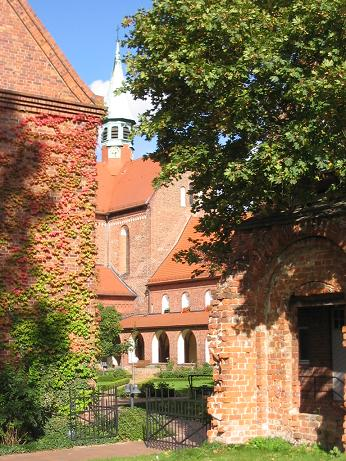
Innenhof zentrale Klosteranlage

„Unser Abt schien in der Tat“, schreibt Fontane, „vor jedem anderen berufen, durch die Art seines Auftretens, durch Festigkeit und Milde, dem ‚Umsichgreifen der Irrlehre‘, wie es damals hieß, zu steuern […] Sein Erscheinen scheint nicht ohne Einfluss auf Luther gewesen zu sein, der nicht nur seinem Freunde Spalatinus bemerkte: ‚wie er ganz beschämt gewesen sei, dass ein so hoher Geistlicher (der Bischof) einen so hohen Abt so demütig an ihn abgesandt habe‘ […]“
Die vertrauensvolle beratende Stellung, die Abt Valentin bei Kurfürst Joachim II. innehatte, konnte die Säkularisation Lehnins zwar nicht verhindern, aber immerhin bis zu seinem Tod 1542 aufschieben, auch wenn der Kurfürst bereits seit 1540 ein zunehmend offenes Ohr für Luthers Interpretation des Evangeliums gewann, zu der er sich 1555 offiziell bekannte. Auf seine Weisung ließen die protestantischen Visitatoren das Kloster des frommen alten Pater, das sie 1541 in Augenschein genommen hatten, erst einmal unbehelligt. Nach Valentins Tod verhinderte der Kurfürst die Wahl eines neuen Abtes und löste das Kloster auf. Die laut Oskar Schwebel Gothische Stadt im Kleinen wurde in das kurfürstliche Domänenamt Lehnin umgewandelt, dem staatliche Amtmänner vorstanden. Die mit dem Pater bis zuletzt verbliebenen 17 Mönche traten aus dem Klosterkonvent aus und entsagten allen Ansprüchen an das Kloster und seine Rechtsnachfolger. Sie erhielten Abfindungen in Form von Geld und Kleidung und kehrten in der Mehrzahl in ihre Heimatorte zurück. Laut Regestenverzeichnis (Nr. 751, siehe Literatur) erhielt beispielsweise Bruder Hieronymus Teuffel 27 Gulden. Ein Klosterbruder wechselte in das Kloster Zinna und zwei ältere Mönche wollten und durften den Lebensabend im Kloster beschließen und bekamen hierfür eine Versorgung.

#### Vaticinium Lehninense
Gegen Ende des 17. Jahrhunderts tauchte an verschiedenen Orten in der Mark Brandenburg eine gedruckte Weissagung auf, deren handschriftliches Original angeblich im Jahr 1683 im Beisein des Großen Kurfürsten im Kloster gefunden worden war. Der Klosterbruder Hermann, der den Text 1306 in seiner Zelle geschrieben haben soll, prophezeit darin in lateinischen Versen den Untergang der Hohenzollern-Dynastie und das Wiedererstehen von Kloster Lehnin. Dieses über Jahre immer wieder gedruckte und bis Mitte des 19. Jahrhunderts viel diskutierte Vaticinium Lehninense ist eine Fälschung. Als Verfasser werden u. a. die brandenburgischen Konvertiten Andreas Fromm und Nikolaus von Zitzewitz, der Jesuit Friedrich von Lüdinghausen Wolff sowie der Historiker Martin Friedrich Seidel vermutet. Das zeitgenössische große Echo der Prophezeiung resultierte aus der „hellseherischen“, absolut genauen Vorhersage der Ereignisse bis 1680, was nicht weiter verwundert, da es erst in diesen Jahren verfasst wurde. Die Vorhersagen für die Zeit nach 1680 muten – zumindest aus heutiger Sicht – geradezu bizarr an. Ende des 18. Jahrhunderts rückten auch die glühendsten Verfechter von der Weissagung ab; die nicht weniger lebhaften Diskussionen in der Folgezeit drehten sich um die Frage, wer Urheber des Vaticiniums gewesen sein könnte.

## Geschichte nach den Mönchen, ab 1543

### Verfall des Klosters und neue Blüte
Kurfürst Joachim II. ließ Gebäude und umliegende Flächen des seit 1542 kurfürstlichen Domänenamtes Lehnin ausbauen; Teile dienten als Jagdlager. Gegen Ende des 16. Jahrhunderts richteten die Hohenzollern das Falkonierhaus als Gästehaus für die kurfürstlichen Jagdgesellschaften her. Während des Dreißigjährigen Kriegs kam es mehrfach zu Plünderungen der Anlage und zu Bränden. Im 17. Jahrhundert erlebte das ehemalige Kloster einen zwischenzeitlichen Aufschwung. Der Große Kurfürst Friedrich Wilhelm ließ den Westflügel verlängern und die Klausur um 1650 zum Jagdschloss erweitern, was ein bescheidenes höfisches Leben mit sich brachte. Seine erste Frau, die Kurfürstin Luise Henriette von Oranien, machte Lehnin zu ihrer bevorzugten Sommerresidenz. Am 9. Mai 1667 nahm die kurfürstliche Familie in Lehnin von der schwer erkrankten Henriette Abschied, wenige Wochen später starb sie in Berlin. Der Name der Kurfürstin lebt im heutigen kirchlichen Luise-Henrietten-Stift fort.

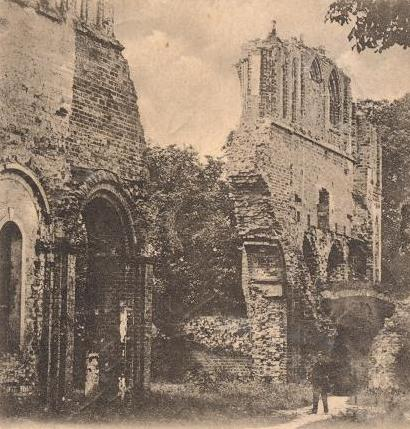
Ruine um 1850, Fotografie

Als nach den Pestjahren und fast 50 Jahre nach dem Dreißigjährigen Krieg viele Brandenburger Dörfer noch immer fast verwaist waren, bot der Große Kurfürst 1685 mit dem Edikt von Potsdam den in Frankreich wegen ihrer Religion verfolgten Hugenotten freie und sichere Niederlassung in Brandenburg an. Die Flüchtlinge erhielten großzügige Privilegien, unter anderem Befreiung von Steuern und Zöllen, Subvention für Wirtschaftsunternehmen und Bezahlung der Pfarrer durch das Fürstentum. Auch in der verwaisten Domäne Lehnin siedelten sich Hugenotten an. Wegen der religiösen Überzeugung der Franzosen wurde in die noch vorhandene Klosterkirche eine Mauer eingezogen, die zu einer baulichen Trennung der Kirche in einen calvinistisch-reformierten und einen lutherischen Teil führte.
Mit dem anschließenden Aufschwung der Brandenburger Wirtschaft und der neuen Wasserverbindung zur Havel durch den Emsterkanal kam unter anderem die Lehniner Ziegelei zu neuer Blüte; Lehnin verfügte zu dieser Zeit über einen Hafen, in dem Lastkähne anlegen konnten. Das Kloster profitierte von der Prosperität nicht, sondern geriet zunehmend in Vergessenheit und verfiel erneut. Zwischen 1770 und 1820 nutzten die Brandenburger die Anlage teilweise als Steinbruch und trugen große Teile ab. Die drei westlichen Mittelschiffsjoche der Kirche, das nördliche Seitenschiff, Kreuzgang, Klausur und Jagdschloss lagen in Trümmern. Der romanische Ostteil der Kirche blieb verschont und diente weiter als Gemeindekirche. Neun askanische Markgrafen und drei Kurfürsten aus dem Hause der Hohenzollern hatten im Kloster ihre Grabstätten, lediglich die Grabplatte von Otto VI. blieb erhalten. Von 1542 bis 1872 bestand mit Besitzflächen des ehemaligen Klosters ausgestattet das Amt Lehnin. Bereits 1811 ging das inzwischen preußische Domänenamt Lehnin in Privatbesitz über, u. a. an die Familie von Loebell.
Zu einer neuen Blüte kam die Anlage Mitte des 19. Jahrhunderts, als aufkommendes Nationalbewusstsein und Romantik das preußische Königshaus und die gebildeten Stände auf das fast verfallene Kloster aufmerksam werden ließen. Der Rittergutsbesitzer von Lehnin, Robert von Loebell (1815–1905), der 1846 bis 1870 im Klostergelände wohnte, sorgte für die Beendigung der Verwüstung und nutzte seine sehr guten Beziehungen zur Königsfamilie, besonders zu Kronprinz Friedrich Wilhelm, dem späteren Kaiser Friedrich III., um finanzkräftige Förderer für den Erhalt dieses wichtigen Kulturortes zu finden. Der Romantiker auf dem Thron, König Friedrich Wilhelm IV., gab schließlich den Auftrag zur Restaurierung der Kirche, die zwischen 1871 und 1877 erfolgte (Details siehe unten). Die Oberbauleitung hatte Baurat Spieker aus Potsdam. Die Kronprinzenfamilie spendete, u. a. Altargefäße, die letzte Lehniner Gutsbesitzer, Kommerzienrat M. J. Cohn, die Kanzelbekleidung.  Zur Erinnerung an den erfolgreichen Wiederaufbau wurde im Jahr 1902 ein von Hans Arnoldt geschaffenes überlebensgroßes Bronze-Denkmal für Kaiser Friedrich auf dem Marktplatz von Lehnin enthüllt.

### Luise-Henrietten-Stift, 1911
Im Jahr 1911 kaufte die Evangelische Landeskirche der älteren Provinzen Preußens die Gebäude und gründete das Diakonissenmutterhaus Luise-Henrietten-Stift, mit dem nach langer Unterbrechung wieder eine geistliche Gemeinschaft in die Klosteranlage einzog. Das Stift sieht sich mit seinen verschiedenen helfenden und heilenden Einrichtungen in der Tradition des Zisterzienserklosters. Nach verschiedenen Umbauten und Erweiterungen waren auf seinem zahlenmäßigen Höhepunkt 1936 128 Diakonissen und Probeschwestern in der Einrichtung tätig. In der Zeit des Nationalsozialismus kam es zur Gleichschaltung der Stiftsleitung und im Zweiten Weltkrieg zur Schließung mehrerer Einrichtungen. 1943 bezog der sogenannte Generalbevollmächtigte Chemie (Gebechem) mehrere Stifts-Gebäude und ließ auf dem Gelände für seine Behörde sieben weitere Baracken errichten. Die Behörde koordinierte die Interessen der Kriegswirtschaft mit denen der Wehrmacht und SS und verteilte von hier aus KZ-Häftlinge und Zwangsarbeiter auf die Chemieindustrie.
1949 begann der Umbau des ehemaligen Klosterwirtschaftshofes zu einem Krankenhaus, der erst nach knapp 20 Jahren zum Abschluss kam. Bis in die Sechziger Jahre des 20. Jahrhunderts besaß das Krankenhaus auf dem Klostergelände eine geburtshilfliche Abteilung. Seit der Einrichtung einer geriatrischen Rehabilitationsklinik mit Alten- und Pflegeheim 1993 ist das Luise-Henrietten-Stift geriatrisches Zentrum in der Stiftung Evangelisches Diakonissenhaus Berlin Teltow Lehnin. Heute verfügt die Einrichtung mit ihren rund 400 Mitarbeiterinnen und Mitarbeitern ferner über eine Klinik für Innere Medizin und Palliativmedizin, über Hospiz, Diakoniestation und Kindergarten. Kirche und Anlage gehörten bis zum 1. Januar 2004 zum Sondervermögen der Evangelischen Kirche in Berlin-Brandenburg und sind seitdem Eigentum des Evangelischen Diakonissenhauses Berlin Teltow Lehnin, einer Stiftung bürgerlichen Rechts. 2011 wurde eine Gedenktafel des durch das Ministerium für Arbeit, Soziales, Frauen und Familie Brandenburg geförderten Projektes „FrauenOrte im Land Brandenburg“ installiert.

## Baukunst der Zisterzienser

### Die Kunst des Schlichten

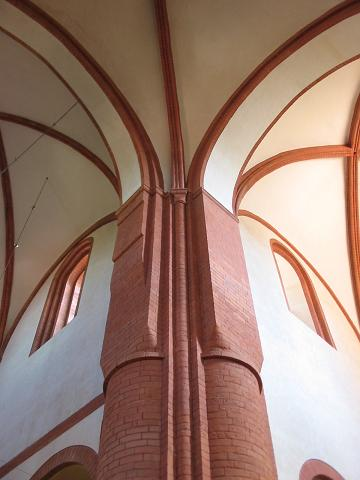
Kirche, nordöstlicher Vierungspfeiler

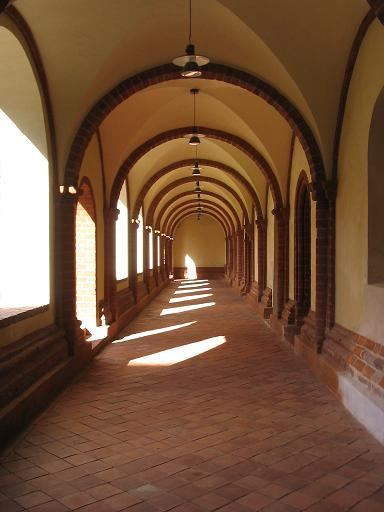
Kreuzgang, Cecilienhaus

Die strenge Lebensführung der Zisterzienser spiegelte sich in ihren schlichten Bauten wider. Die Bauten sollten nüchtern und ohne Zierrat, ohne Schmuck und Gold gehalten sein. 1218 verbot das Generalkapitel, die oberste Instanz in der straffen zentralistischen Führungsstruktur des Ordens, sogar bunte Kirchenfußböden. Zwar fand die asketische Disziplin ihre Entsprechung in einer einfachen, klar gegliederten Architektur, dennoch entstanden sehr ansehnliche und aus heutiger Sicht eindrucksvolle Bauten. Die Mönche setzten, um bei allen selbstauferlegten Beschränkungen eine dennoch ansprechende Ästhetik zu erreichen, neben verschiedenen Fries-Formen insbesondere zwei stilbildende Mittel ein: die Backsteintechnik und die Grisailletechnik als spezielle Form der Glasmalerei für die Kirchenfenster.

### Backsteintechnik

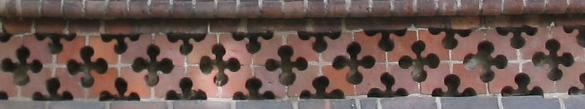
Fries am Königshaus

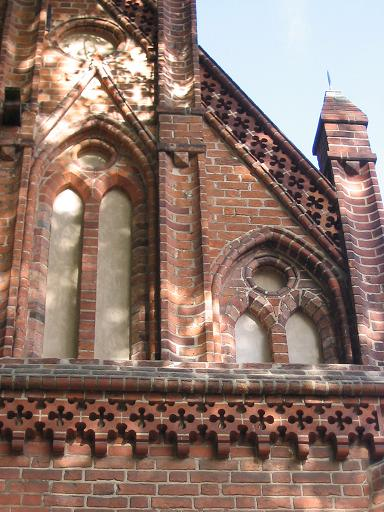
Königshaus, Detail Südfassade

Die Zisterzienser nutzten in Norddeutschland den Backsteinbau, da er im Vergleich zu den zeitgenössischen Granitbauten stabilere Mauern hervorbrachte. Granitsteine wurden in der Regel nur noch für die Fundamente genutzt. Geeignete Ziegelerde fanden die Mönche im benachbarten Kaltenhausen. Der Ton wurde in ihren 1876 aufgefundenen Gruben mit Wasser eingesumpft und nach Beimengungen von Sand bis zu einer mörtelähnlichen Masse geknetet, die in hölzerne Kastenformen gegeben und glatt gestrichen wurde. Nach einem Tag im Sonnenlicht war die Masse fest genug zur Weiterverarbeitung in den Brennöfen. Hier wurden bis zu 10.000 Steine gleichzeitig und von allen Seiten acht Tage lang mit schwachem Holz-/Torffeuer gebrannt. Während der anschließenden vier oder fünf Tage dauernden starken Erhitzung bis zu 1000 °C wurde aus dem gelblichen Eisenhydroxid der Ziegelerde das charakteristische rote Eisenoxid der Backsteine. Danach wurden die Öfen mit Erdreich abgedeckt und rund vier Wochen lang ausgekühlt. Die Kunst der Backsteinproduktion bestand in der richtigen Feuerstärke, zu schwaches Feuer lieferte bröckelnde, zu starkes Feuer verformte Steine. Der „Ausschuss“ wurde als Füllmaterial genutzt. Die Steine waren durchschnittlich 11 cm hoch, 14 cm breit und 26 bis 31,5 cm lang. Unterschiede ergaben sich durch unterschiedliche Schrumpfung beim Brennen und Trocknen. Wenn die frühgotischen Zisterzienser-Bauten auch ein einheitliches Bild vermitteln, so gab es dennoch keine verbindlichen oder allgemein gültigen Baupläne. Die relativ gleichförmige Architektur resultiert aus den begrenzten gestalterischen Möglichkeiten der Backsteintechnik.

### Grisailletechnik
Das zentrale Generalkapitel gab den Klöstern auch für die Fenster klare Regeln vor: Sie sollten weiß, ohne Kreuze und ohne die üblichen farbigen Abbildungen biblischer Figuren gestaltet werden. Die Mönche halfen sich mit der in Frankreich entwickelten Grisaillemalerei (von französisch gris – grau), die graues Glas oder auch Bücher mit einfarbigen Ornamenten schmückte. Die Zisterzienser entwickelten aus dieser Technik ihren eigenen Stil, indem sie weiß-milchige Scheiben mit verschiedensten Formen pflanzlicher Ornamente wie Ranken und Blattwerk bemalten. Als Farbe nutzten sie Schwarzlot, das bei einer Temperatur von 600 °C in die Scheiben gebrannt wurde, so dass sich der typische grau-in-grau Ton ergab. Schwarzlot ist eine schwarze Farbe, die aus gefärbtem Bleiglas, das sich leicht aufschmelzen lässt, gewonnen wurde. Die hohen, kunstvoll bemalten Fenster waren, neben Treppentürmchen, das dominante Gestaltungsmittel der Lehniner Bauten. In Lehnin ist kein derartiges Fenster erhalten, im Tochterkloster Chorin wurden verschiedene Fensterbruchstücke ausgegraben.

## Baugeschichte
Unter den bereits restaurierten Gebäuden der heutigen Klosteranlage ist nicht nur die Kirche mit der Klausur beeindruckend, sondern auch weitere historische Backsteinbauten wie beispielsweise das Königshaus und das Falkonierhaus. Eine kurze Beschreibung dieser Gebäude mit ihrer jeweiligen heutigen Nutzung folgt nach den Abschnitten über die Kirche.

### Überblick

Schematische Darstellung der Kirche (Gemäldeausschnitt)

Über die frühe Baugeschichte gibt es so gut wie keine sicheren Quellen und auch die wenigen Ausgrabungsfunde in der Wiederaufbauphase des 19. Jahrhunderts geben keine verlässliche Auskunft. Bis zum eigentlichen Baubeginn dienten den ersten Mönchen ab 1183 behelfsmäßige Unterkünfte und ein provisorisches Betkirchlein, die Konversen und angeworbene Arbeiter vorab erstellt hatten. Ungefähr fünf Jahre nach der Klostergründung, also um 1185, begann der Bau der Kirche und der zentralen Klosteranlage, der nach traditionellen Darstellungen bis 1260 im Wesentlichen zum Abschluss kam. Neuere Forschungen deuten eher darauf hin, dass die frühen Bauten schon um 1235 vollendet waren und um 1260 bereits erste Umbaumaßnahmen abgeschlossen werden konnten.
Vollendet waren um 1270 mit einiger Sicherheit ferner das „alte“ Abtshaus mit dem angegliederten Torhaus am Westausgang. Im 14. Jahrhundert wurde die Anlage um das Hospital (das spätere Königshaus), den Kornspeicher und die Klostermauer mit Wehrturm im südwestlichen Teil erweitert. Das Falkonierhaus kam gegen Ende des 15. Jahrhunderts hinzu. Die Bauten wurden im spätromanischen Stil begonnen. Als sich gotische Elemente in Europa durchsetzten, blieb ihre Übernahme in Lehnin im Einklang mit der klösterlichen Enthaltsamkeit zunächst eher zurückhaltend.
Nach der Rekonstruktion der zerstörten Klosterkirche im 19. Jahrhundert folgten insbesondere seit der deutschen Wiedervereinigung Restaurierungen und Sanierungen verschiedener historischer Gebäude, die 2004 noch andauerten. Jüngere Sanierungen wurden zu einem erheblichen Teil mit finanziellen Zuschüssen des Landes Brandenburg durchgeführt und teilweise, wie 2004 beim alten Amtshaus, vom Brandenburgischen Amt für Denkmalpflege begleitet.

### Klosterkirche St. Marien

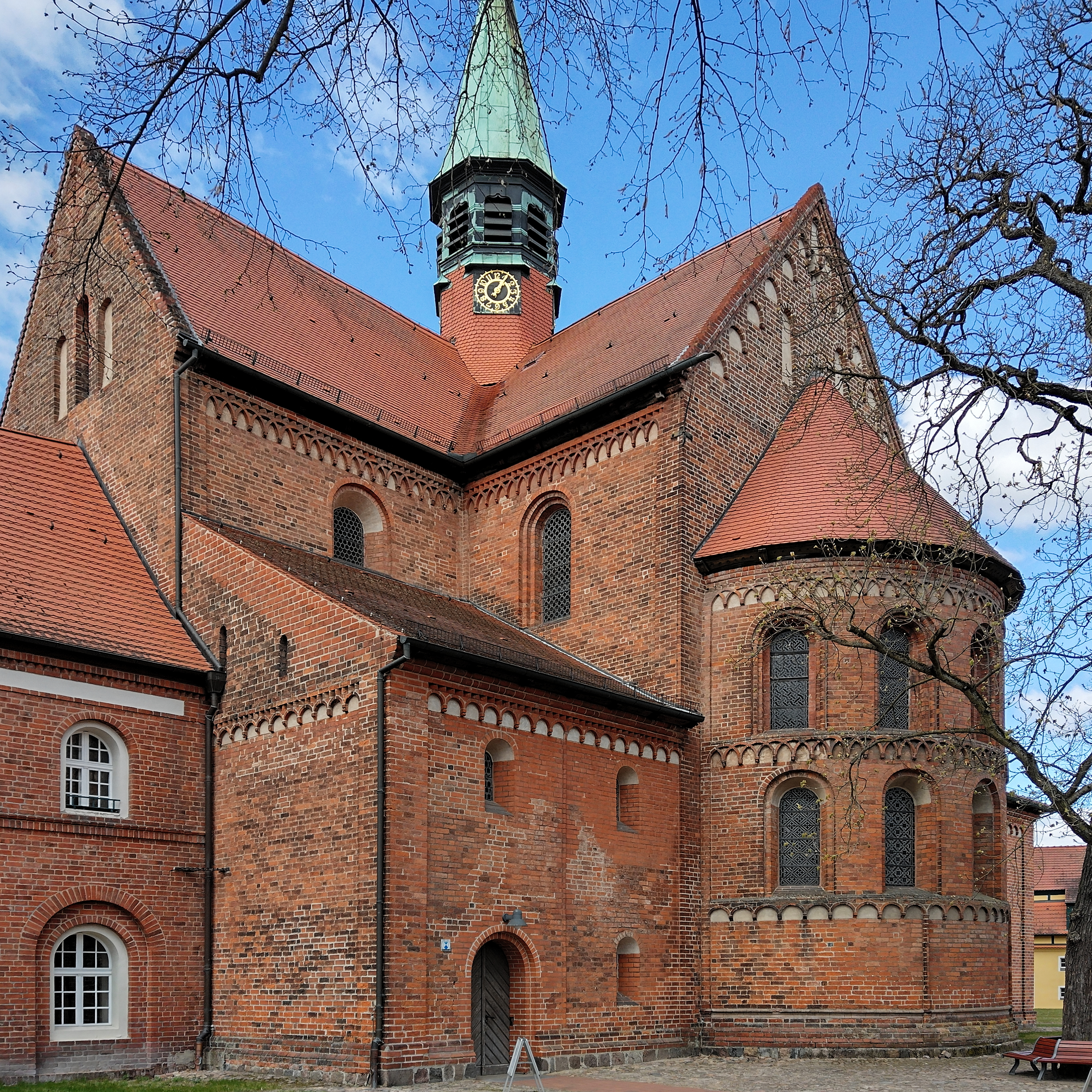
Klosterkirche St. Marien
Ostfassade

Die dreischiffige Klosterkirche ist eine Pfeilerbasilika in Kreuzform und einer der bedeutendsten Backsteinbauten in der Mark Brandenburg. Stilistisch stellt die Kirche einen spätromanisch-frühgotischen Bau dar.

#### Bauphasen

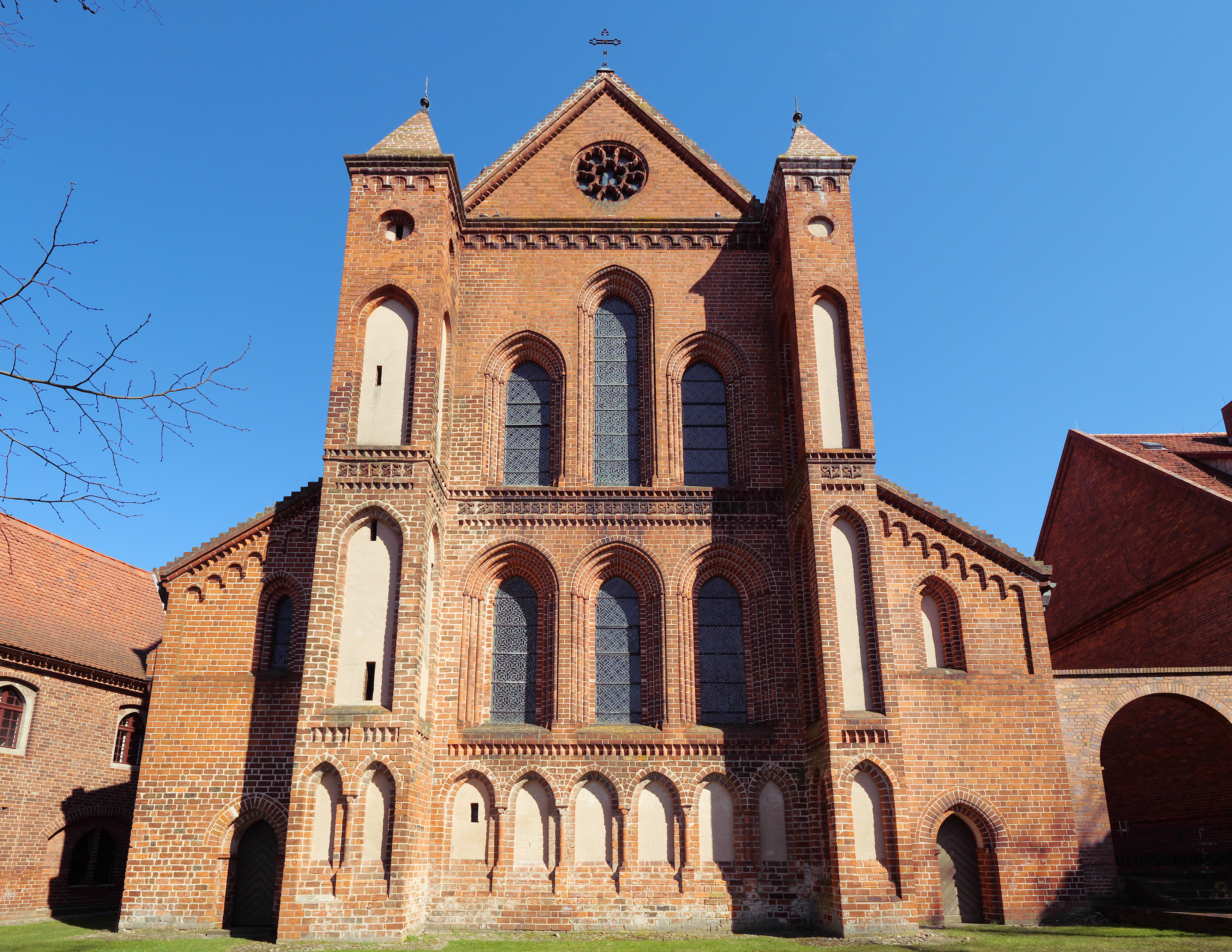
Kirche, Westfassade

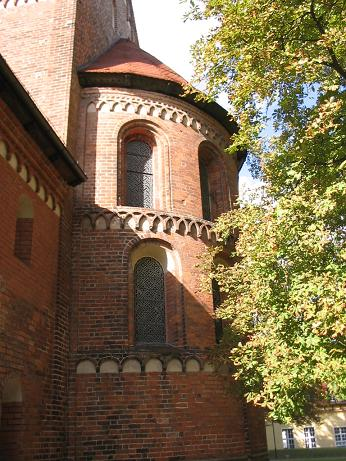
Kirche, Apsis

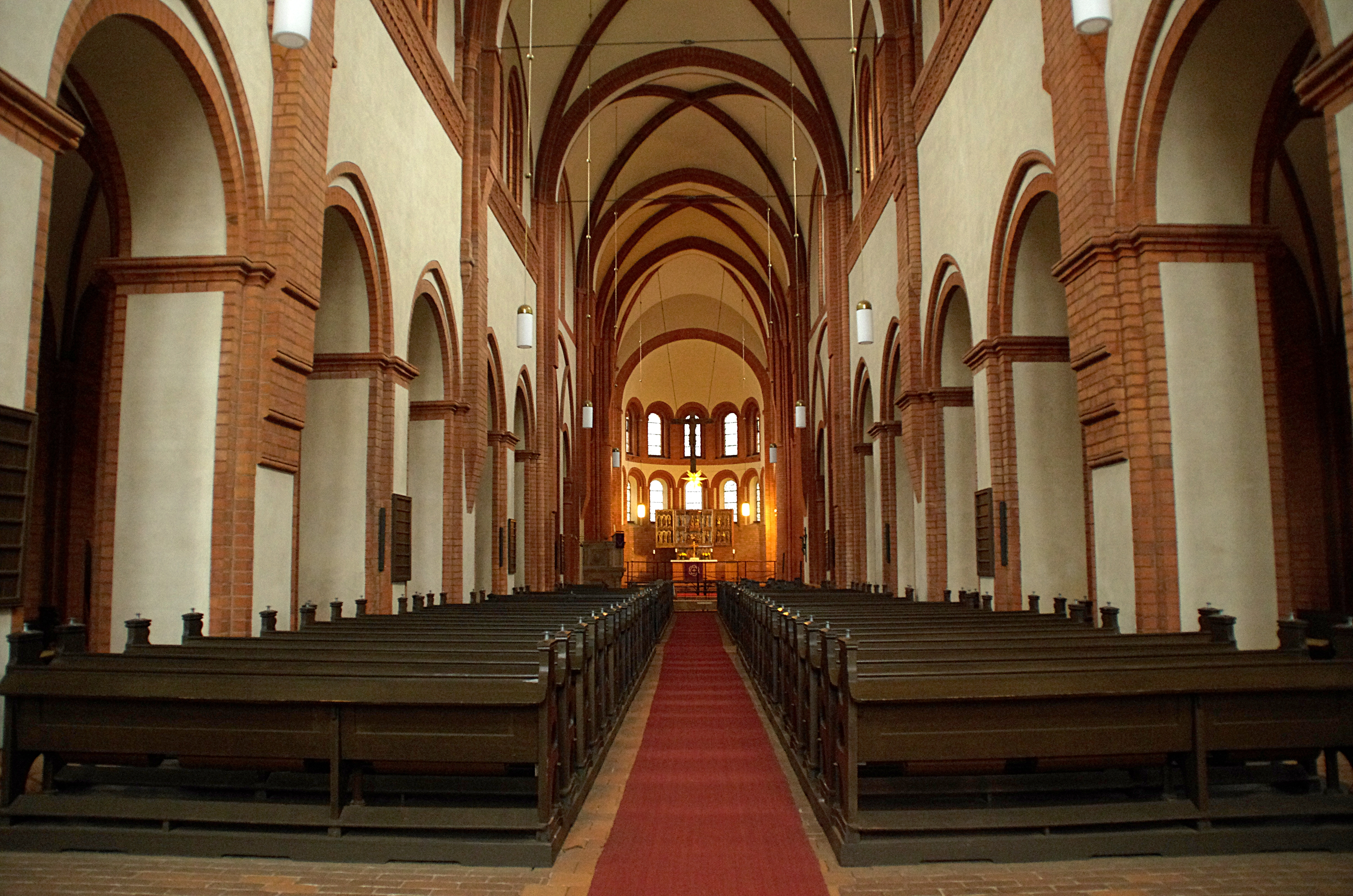
Kirche, Langhaus

In einer ersten Bauphase von ungefähr 1185/1190 bis 1195/1200 errichteten die Mönche die Ostteile der Kirche mit Apsis, Sanktuarium, Vierung, Querschiff und Nebenkapellen, die originalen Grundmauern sind bis heute erhalten. Die zweite Bauphase 1195/1200–1205 hatte nach einem wahrscheinlichen Bauplanwechsel im Wesentlichen die Erhöhung der Apsis und die Errichtung eines Teils des östlichen Klausurflügels mit direkter Verbindung an die Kirchensüdseite zum Gegenstand. Ein erneuter Wechsel in der Planung führte in einer dritten Phase 1205–1215/1220 zur Einwölbung der Kirche mit Kreuzrippengewölben, der Ostflügel und das erste Langhausjoch mit quadratischem Grundriss wurden vollendet. Spätestens zu diesem Zeitpunkt konnte die Kirche erstmals genutzt werden. Wegen finanzieller Engpässe soll es anschließend zu einer rund dreißigjährigen Baupause gekommen sein, die neueren Überlegungen von Warnatsch gehen dagegen von einer vierten Bauphase 1220–1235 aus, in der die restliche Klausur mit Sakristei, Kreuzgang und Konversenflügel gebaut wurde. Die Errichtung der Westfassade schloss das Hauptschiff und vollendete die Kirche.
Nach einer laut Warnatsch lediglich rund 15-jährigen Baupause folgten in einem fünften Abschnitt 1250–1262/1270 bereits Umbauten, mit denen die Zisterzienser die drei westlichen Langhausjoche umgestalteten und eine neue imposante und repräsentative Westfassade hochzogen. Die neue Westfassade kann als Kompromiss zwischen den Selbstbeschränkungen der Mönche zur Schlichtheit und dem landesherrlichen Repräsentationsanspruch der askanischen Gründerfamilie (Hauskloster, Grablege) betrachtet werden. Um dem Statut des zisterziensischen Generalkapitels von 1157: Steinerne Türme für Glocken sollen nicht sein Genüge zu tun, erhielt die Kirche einen kupfergedeckten Dachreiter statt eines Glockenturms. Die gelungene Rekonstruktion des Dachreiters in den 1870er Jahren orientierte sich unter anderem an dem Bild aus dem ersten Viertel des 16. Jahrhunderts, das die Ermordung des ersten Abts Sibold darstellt.

#### Wiederaufbau – frühes Meisterwerk moderner Denkmalpflege
Friedrich Wilhelm IV. beauftragte verschiedene Architekten, darunter Ludwig Persius (1842) und Friedrich August Stüler (um 1860), Gutachten und Pläne zur Restaurierung der zerstörten Kirche zu entwerfen. Den immer wieder verzögerten und verworfenen Plänen folgten 1862 erste Aufgrabungen und Untersuchungen der Kirchenruine. Im Frühjahr 1871 begann der Wiederaufbau der Kirche, der bis September 1871 unter der Leitung des königlichen Baumeisters Geiseler und anschließend unter der von Bauinspektor Köhler gestanden haben soll; diese Angabe ist allerdings noch nicht ganz gesichert.
Das Ziel, die Gebäude so originalgetreu wie möglich wiederherzustellen, führte zu einer Öffnung der alten Tongruben, damit die Backsteine in den historischen Farbtönen gebrannt werden konnten. Es gelang den Baumeistern und Architekten, die zerstörten Teile und insbesondere das Längsschiff dem historischen Vorbild entsprechend wieder aufzubauen. Am 24. Juni 1877 weihte der spätere „99-Tage-Kaiser“ Friedrich III. die Kirche ein. Georg Sello spann einen Bogen von Otto I. zu Friedrich III.: „Der Sohn des Begründers des brandenburgischen Staates hatte den Grundstein der Kirche gelegt […]; der Sohn des Kaisers schloß das letzte Glied in der Kette ihrer Schicksale, die so innig verbunden mit der Geschichte der Mark […], als in seiner Gegenwart […] die Weihe vollzogen wurde. Wie ehedem ziehen nun wieder Glockenklang und Chorgesang über die stillen Klostergewässer.“
Nach der jüngeren vergleichenden Forschung handelt es sich zwar eher um eine Rekonstruktion und weniger um eine Restaurierung. Die Abweichungen vom Original, die für den Laien kaum wahrzunehmen sind, trüben jedoch das Gesamtbild nicht, so dass die Arbeit der preußischen Baumeister nach wie vor als frühes Meisterwerk moderner Denkmalpflege gelten darf. Dies gilt umso mehr, als in den 1870er Jahren ältere Baupläne und Daten, die heute zum Vergleich herangezogen werden können, noch nicht zur Verfügung standen. Mitte der 1990er Jahre erfolgte eine weitere umfassende Restaurierung des Gebäudes.

#### Ausstattung

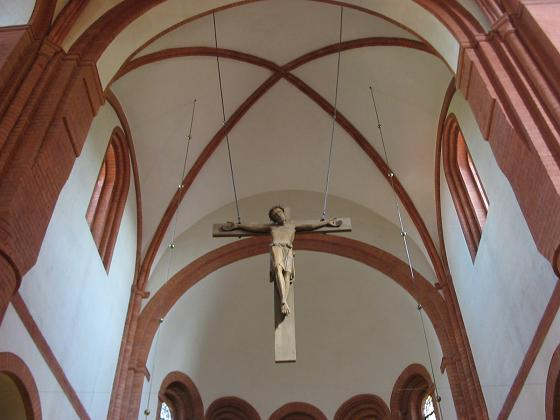
Holzkreuz (um 1240)
in der Vierung

Von der historischen Einrichtung der Kirche blieben lediglich der gemauerte Hochaltar, zwei Grabplatten, der verkieselte Eichenblock in den Stufen zum Sanktuarium mit seiner ungeklärten Symbolik und die beiden Gemälde zur Legende um die Erschlagung des ersten Abtes Sibold erhalten. Der Grabstein an der Nordwestwand zeigt den vorletzten Abt Peter († 6. März 1509) mit Stab und symbolischem Hündchen als Sinnbild christlicher Treue in Wachsamkeit und Kontemplation. Die ältere Platte stammt aus dem Grab des askanischen Markgrafen Otto VI. (auch Ottoko oder der kleine Otto), der als Mönch am 16. Juli 1303 im Kloster gestorben war. Die laut Warnatsch immer wieder ärgerliche Zuordnung in Literatur und Reiseführern zu Markgraf Otto IV. (mit dem Pfeil) ist falsch, denn dieser sei 1308/1309 im Tochterkloster Chorin begraben. Alle weiteren Platten aus der Grablege der Herrscherfamilie sind zerstört.
Ob zur Zeit des Klosterlebens eine Orgel existierte, ist nicht bekannt. 1877 wurde die Kirche mit einer Orgel von Albert Lang ausgestattet, die zwei Manuale und 26 Register besaß. Diese Orgel wurde durch die heute vorhandene Orgel aus dem Jahr 1975 ersetzt. Sie stammt von der Firma Schuke aus Potsdam und besitzt 15 Register auf zwei Manualen und Pedal. 2024 konnte die Wegscheider-Orgel der Diakonie Köln-Michaelshoven angekauft werden, diese wird die Schuke-Orgel ersetzen. Bauliche Maßnahmen sind nicht nötig; die Kosten für Ankauf und Umsetzung sind mit ungefähr 300.000 EUR veranschlagt.

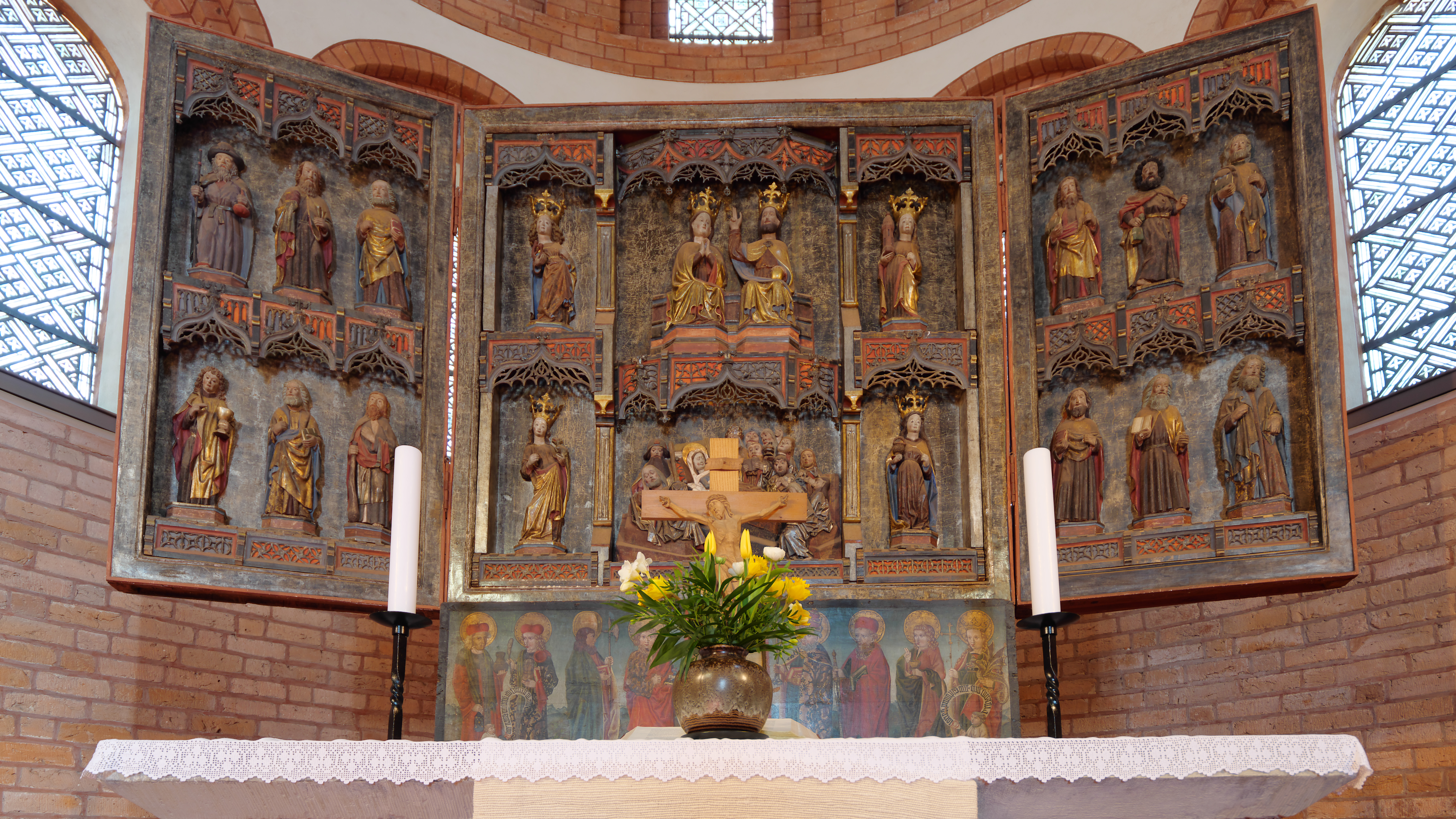
Triptychon im Altarraum

Der spätgotische holzgeschnitzte Flügelaltar von 1476 kam erst 1948 als Leihgabe des Domstifts Brandenburg in den Chorraum. Der Lehniner Altar von 1518 kam 1552 im Zuge der Reformation in den Dom St. Peter und Paul (Brandenburg an der Havel) und dient dort seit 1727 als Hauptaltar im Hochchor. Die hölzerne Taufe im Querschiff des Klosters Lehnin stammt aus dem 17. Jahrhundert. Das schlichte, eindrucksvolle Triumphkreuz kam 1952 aus der Dorfkirche Groß-Briesen bei Belzig. Sein ursprünglicher Standort ist unbekannt. Nach Schätzungen lag die Entstehung des Holzkreuzes um 1240.

Lageplan des Klosters
1744 und 2009

Heute nutzen die Lehniner das Haus als Gemeindekirche. Gemeinsam mit dem Kloster Zinna bietet das historische Gebäude die Reihe Musica Mediaevalis, mittelalterliche Vokalmusik in Zisterzienserklöstern, an. Eine weitere musikalische Besonderheit sind die Lehniner-Sommermusiken mit Konzerten in der Klosterkirche, im Kreuzgang und im Stiftssaal.

### Zentrale Klosteranlage, Klausur, Bibliothek
Von der ehemaligen Klausur, dem eigentlichen Lebensraum der Mönche, blieben einige Reste erhalten, die aus der zweiten (1195/1200–1205) und vierten Bauphase (1220–1235) stammen. Während der Schlafsaal (Dormitorium) eine direkte Verbindung zur Kirche besaß, war der westliche Konversenflügel streng getrennt von der übrigen Klausur. Im Südflügel befand sich der Speisesaal. Um 1650 folgte die Umgestaltung der Klausur zum Jagdschloss. Der ehemalige Konversenflügel ist heute als Luise-Henrietten-Haus das Hospiz und das Wohnhaus der Diakonissen und Schwestern. Im Ostflügel mit dem Kreuzgang und dem Kapitelsaal, dem heutigen Cecilienhaus, befinden sich 2004 unter anderem die Stiftsverwaltung und die Küche. Der neue Südflügel beheimatet die geriatrische Rehabilitationsklinik.

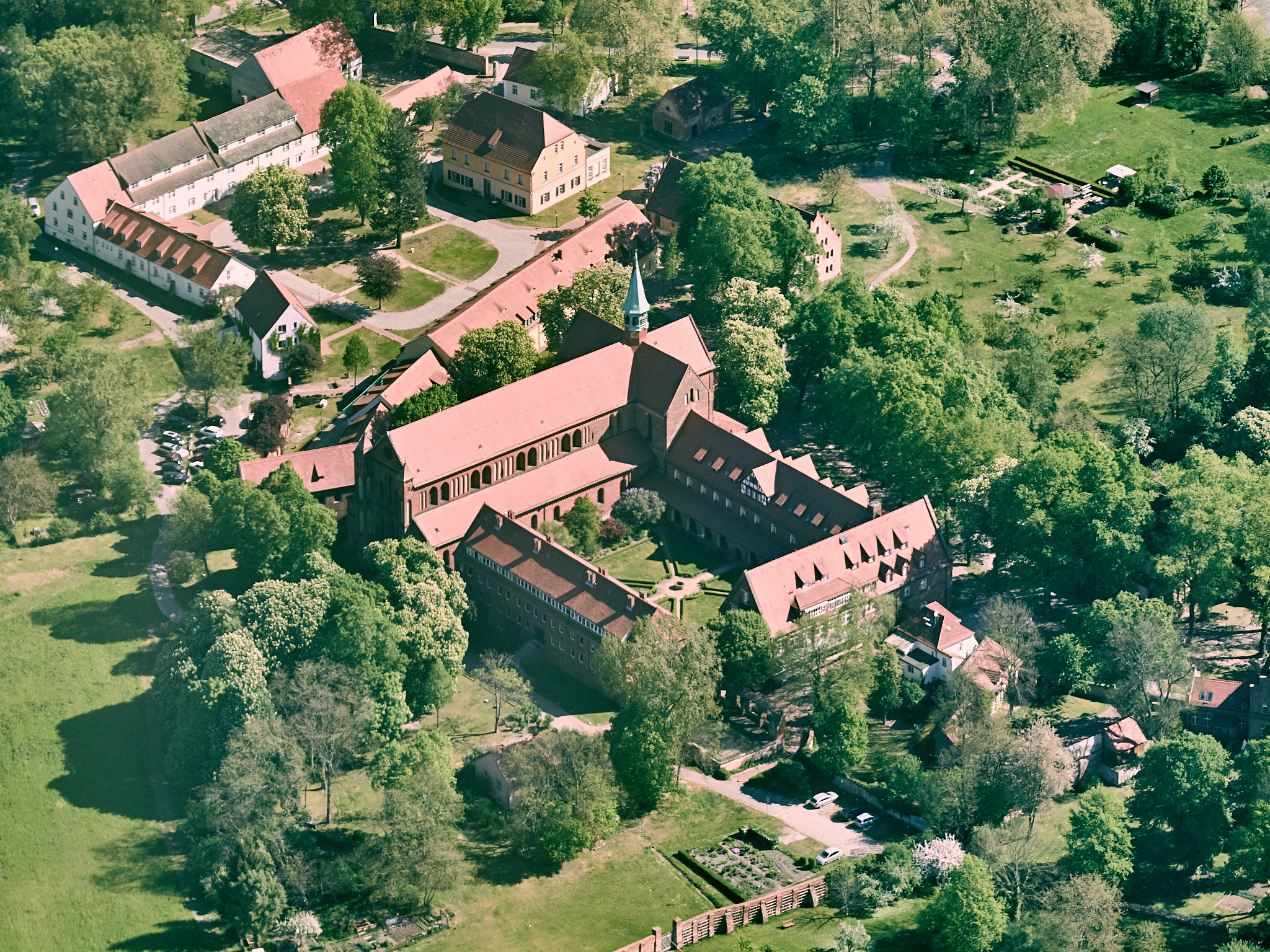
Luftbild der Klosteranlage

Im Kreuzgang sind zwei Buchnischen der verschollenen Bibliothek zu sehen, die mit rund 560 Bänden und knapp 1000 Titeln bereits um 1450 über einen für die damalige Zeit außerordentlichen Bestand verfügte. Die handschriftlichen Bände durften nach den Ordensregeln keine goldenen oder silbernen Schließen besitzen und die Buchstaben mussten frei von farbigen und figürlichen Darstellungen bleiben. Ein Katalog der Bibliothek aus dem Jahr 1514 ist überliefert. Danach besaß die Bibliothek die revelationes caelestes der heiligen Birgitta von Schweden und Schriften der heiligen Hildegard von Bingen, die einen regen Briefwechsel mit ihrem Förderer, dem gleichfalls heiliggesprochenen Bernhard von Clairvaux geführt hatte, einem der Gründer des Zisterzienserordens.

### Königshaus, Falkonierhaus, Abtshaus, Elisabethhaus

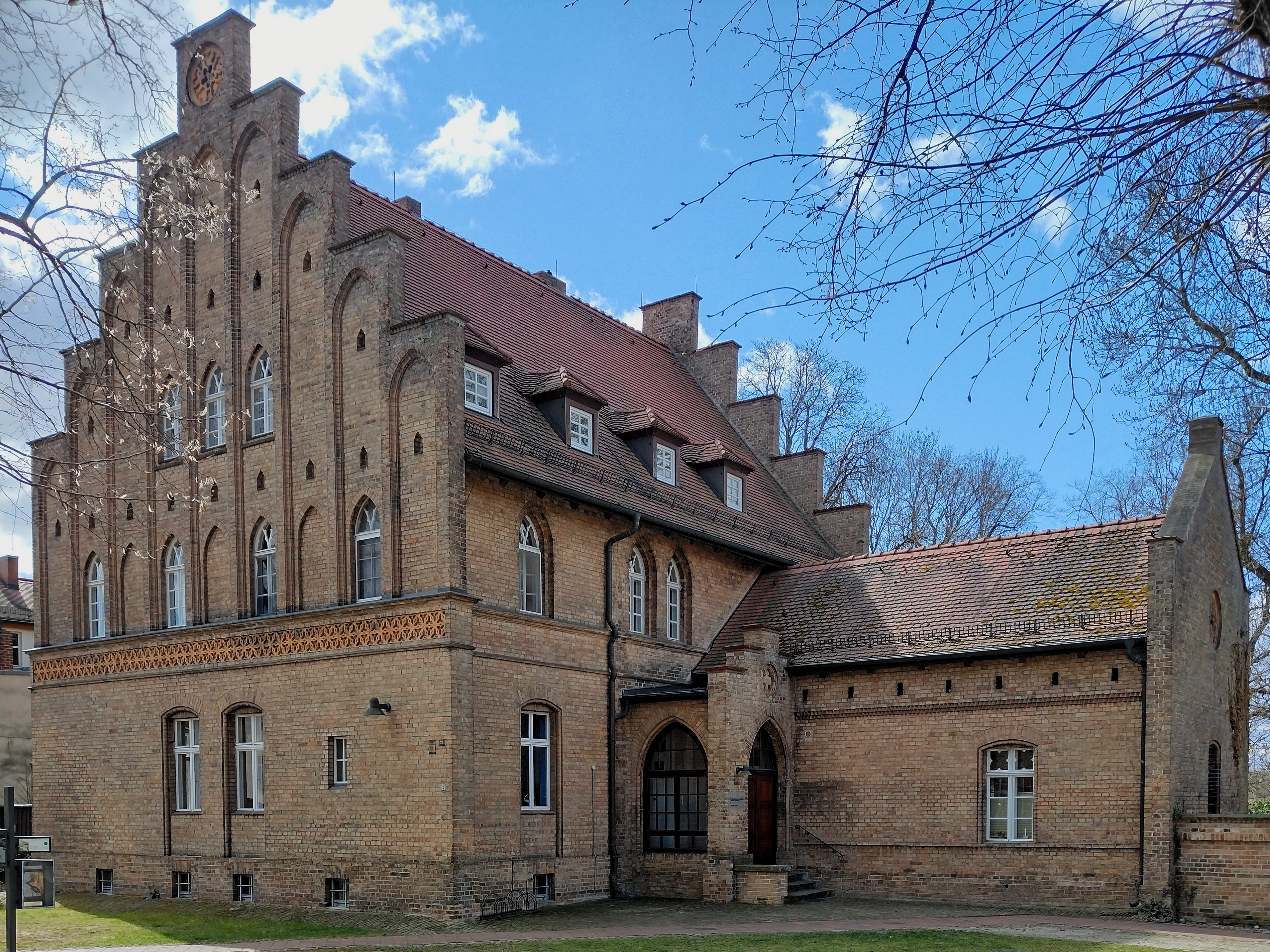
Pfarrhaus

Das so genannte Königshaus war zu Klosterzeiten sehr wahrscheinlich das „Hospital“. Die Mönche errichteten das Gebäude wie die Kirche in Backsteinkunst, allerdings im spätgotischen Stil. Der letzte Abt Valentin ließ das Haus um 1530 als Unterkunft für Joachim I. für die Tage herrichten, an denen der Kurfürst in den ausgedehnten Lehniner Wäldern auf die Jagd ging. Der Ausbau zum Königshaus fand unter Friedrich Wilhelm IV. statt. Nach der Restaurierung im alten Stil 1993–1995 stellt sich das Haus heute als ein Kleinod märkischer Baukunst dar. Eine Lernwerkstatt nutzt das Gebäude für Fortbildungskurse und -Seminare, ferner finden Lesungen und kleinere Kammerkonzerte statt.

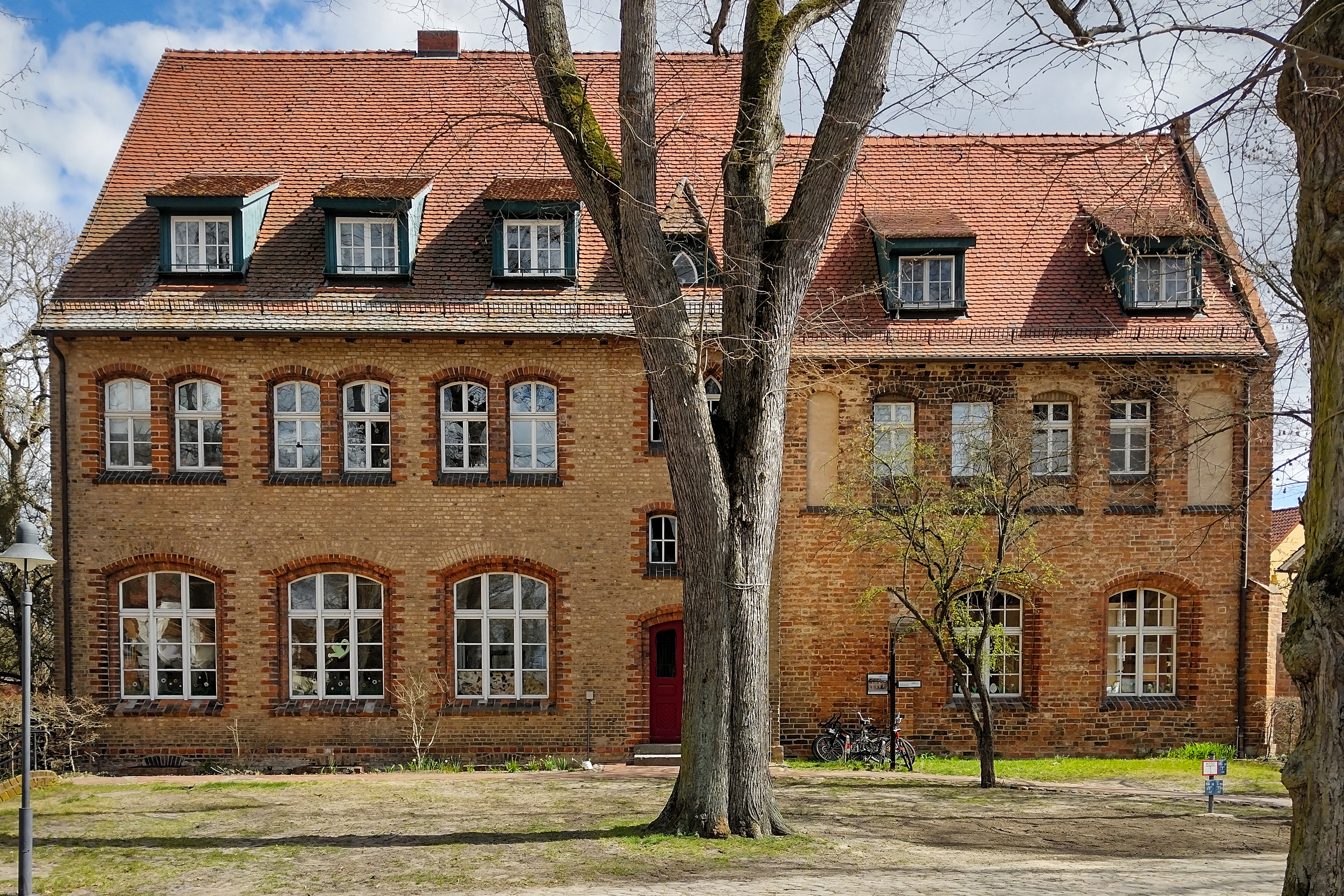
Falkonierhaus

Direkt südlich vor dem Königshaus, hinter dem Südeingang der Klosteranlage, liegt das ähnlich ansehnliche Falkonierhaus. Das Gebäude, gegen Ende des 15. Jahrhunderts erbaut, diente sowohl dem Kloster als auch den späteren kurfürstlichen Jagdgesellschaften als Gästehaus. Heute ist hier die Kindertagesstätte des Stifts untergebracht. Das wahrscheinlich vor 1270 errichtete „alte“ Abtshaus am Westausgang, das ursprüngliche Torhaus, zählt zur historischen Bausubstanz. Eine Restaurierung und der fast rechtwinklige Anbau Leibnizhaus erfolgten in den Jahren nach 1877. Eine weitere denkmalgerechte Modernisierung 1995/1996 bewahrte viele historische Details und bezog sie behutsam in die moderne Ausstattung ein. Beide Gebäude beherbergen heute das Gästehaus Kloster Lehnin mit Zimmern, die allen Interessenten offenstehen.
Im angrenzenden seit 1911 sogenannten Elisabethhaus sind heute der Besucherempfang, Veranstaltungsräume und Übernachtungszimmer untergebracht. Daneben gibt es hier die Dauerausstellung Zisterzienser in Brandenburg. Das Elisabethhaus geht auf ursprünglich getrennte Wirtschaftsgebäude wie Stallungen, Remise und Brauhaus zurück, mit deren Bau die Mönche um 1350 begonnen hatten. Das über die Jahrhunderte immer wieder veränderte Gebäude erfuhr besonders zu Beginn des 19. Jahrhunderts einen tiefgreifenden Umbau. Eine weitere Grundsanierung zwischen 1994 und 1996 legte besonderen Wert auf die Bewahrung der historischen Substanz.

### Kornspeicher, Mauer, Tor und weitere Gebäude

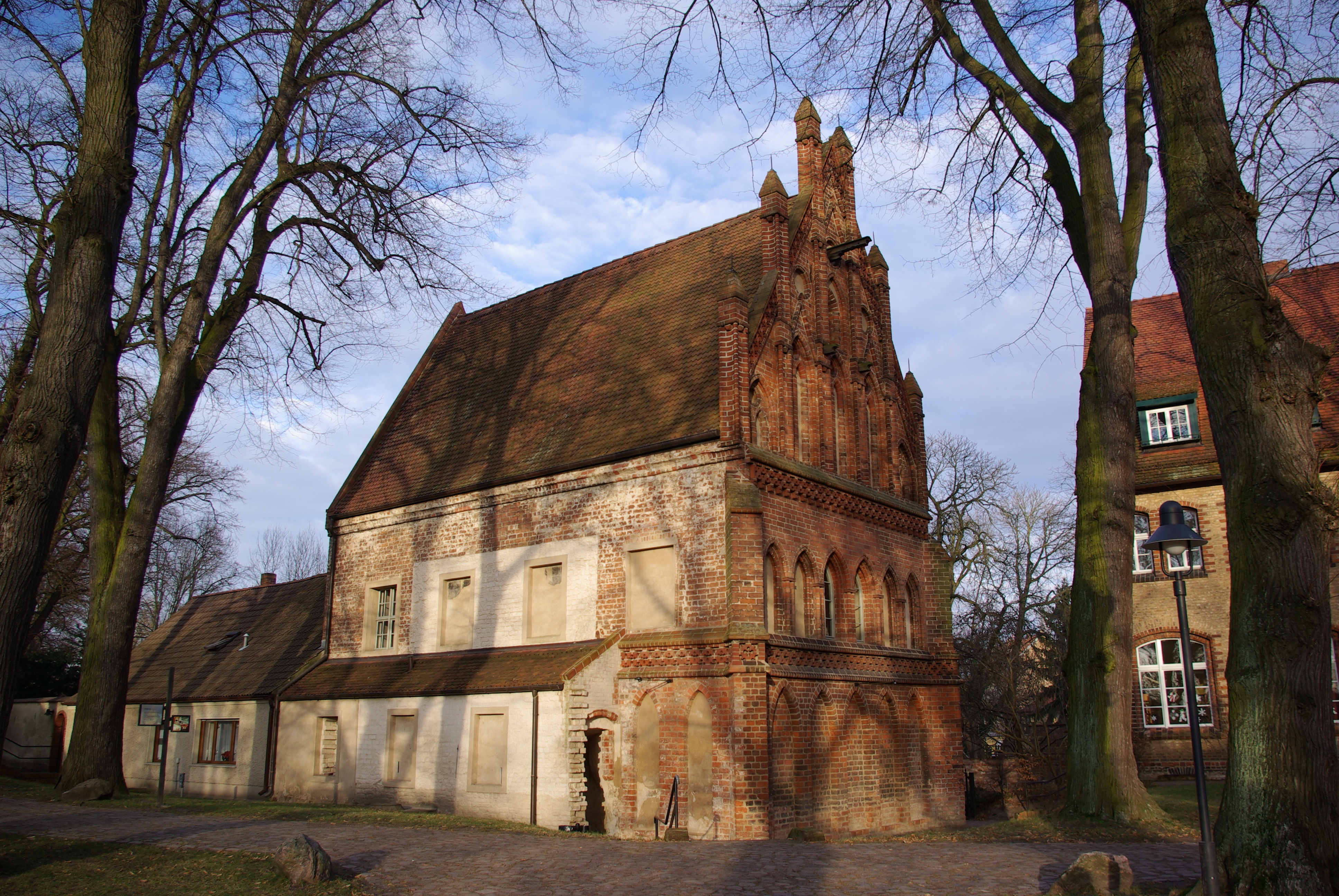
Königshaus

Östlich vom Elisabethhaus liegt das ehemalige Kornhaus aus der Mitte des 14. Jahrhunderts mit einer sehr einfachen, gleichwohl schönen Backsteinfassade und einer großartigen Dachkonstruktion. Der riesige Speicher, der mit seiner imposanten Größe auf den Reichtum des ehemaligen Klosters verweist, war von den Mönchen als dreischiffiger Hallenbau angelegt. Nach Umbauten zum Ende des 16. Jahrhunderts blieb nur der Mittelteil mit einigen Spitzbogenarkaden bestehen. Nach Fertigstellung des Amtshauses (s. u.) bleibt der Kornspeicher das letzte größere noch nicht sanierte Gebäude. Das Stift plant einen Ausbau zum Restaurant mit Gartenterrasse im unteren Bereich und im Dachstuhl Räumlichkeiten für Ausstellungen sowie Konzerte. Weiter östlich folgt die 1988 bis 1991 privatinitiativ rekonstruierte gotische Torkapelle, die das Stift heute als Andachtsraum nutzt. Das anschließende Tetzeltor stammt wie die Torkapelle aus der Klosterzeit. Das westlich folgende Amtshaus aus dem Jahr 1696 diente als Wohnung des kurfürstlichen Domäneverwalters; bis 2005 fand eine Restaurierung des Hauses statt, seitdem ist dort ein Heimatmuseum untergebracht.

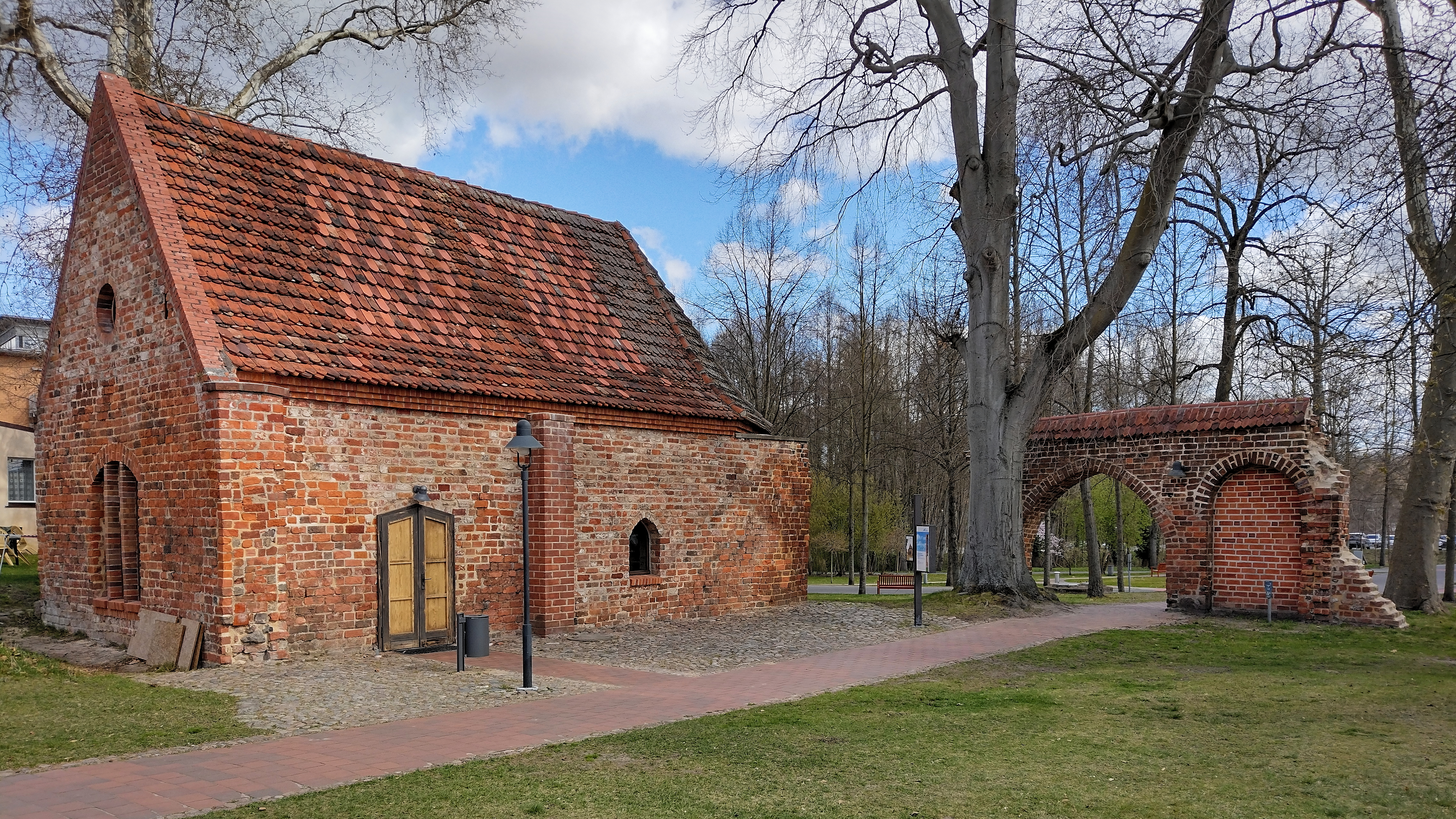
Torkapelle mit Toranlage

An der Stelle der mittelalterlichen Stallungen, der Scheune und des Backhauses am nordöstlichen Rand der Gesamtanlage befinden sich heute verschiedene Krankenhauseinrichtungen, unter anderem das Lindenhaus und das Katharinenhaus. Das wenige Meter südlich gelegene Sonnenschlößchen beherbergt ein Jugendhilfeprojekt des Stifts. Die südwestlich folgende Klostermauer gehört in einigen Teilen und mit der Ruine des klösterlichen Wehrturms aus dem 14. Jahrhundert zur historischen Bausubstanz. In der Domänezeit erhielt der Turm den Namen Hungerturm (oder auch Kuhbier), da hier vorübergehend das Gefängnis untergebracht war. Mauer und Turm umgrenzen den ehemaligen kurfürstlichen Amtsthiergarten. Das im neugotischen Stil gehaltene Pfarrhaus in der Südwestecke nach einem Entwurf von Ludwig Persius stammt aus dem Jahr 1845 und ist heute Sitz der Superintendentur des Kirchenkreises Mittelmark-Brandenburg. Verschiedene weitere Gebäude, die im 20. Jahrhundert hinzukamen, sind Bestandteil der Kliniken.

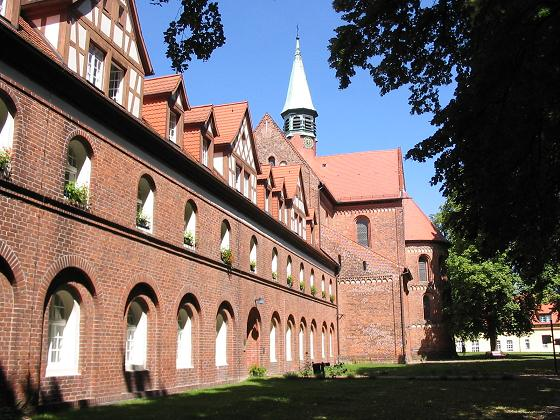
Cecilienhaus
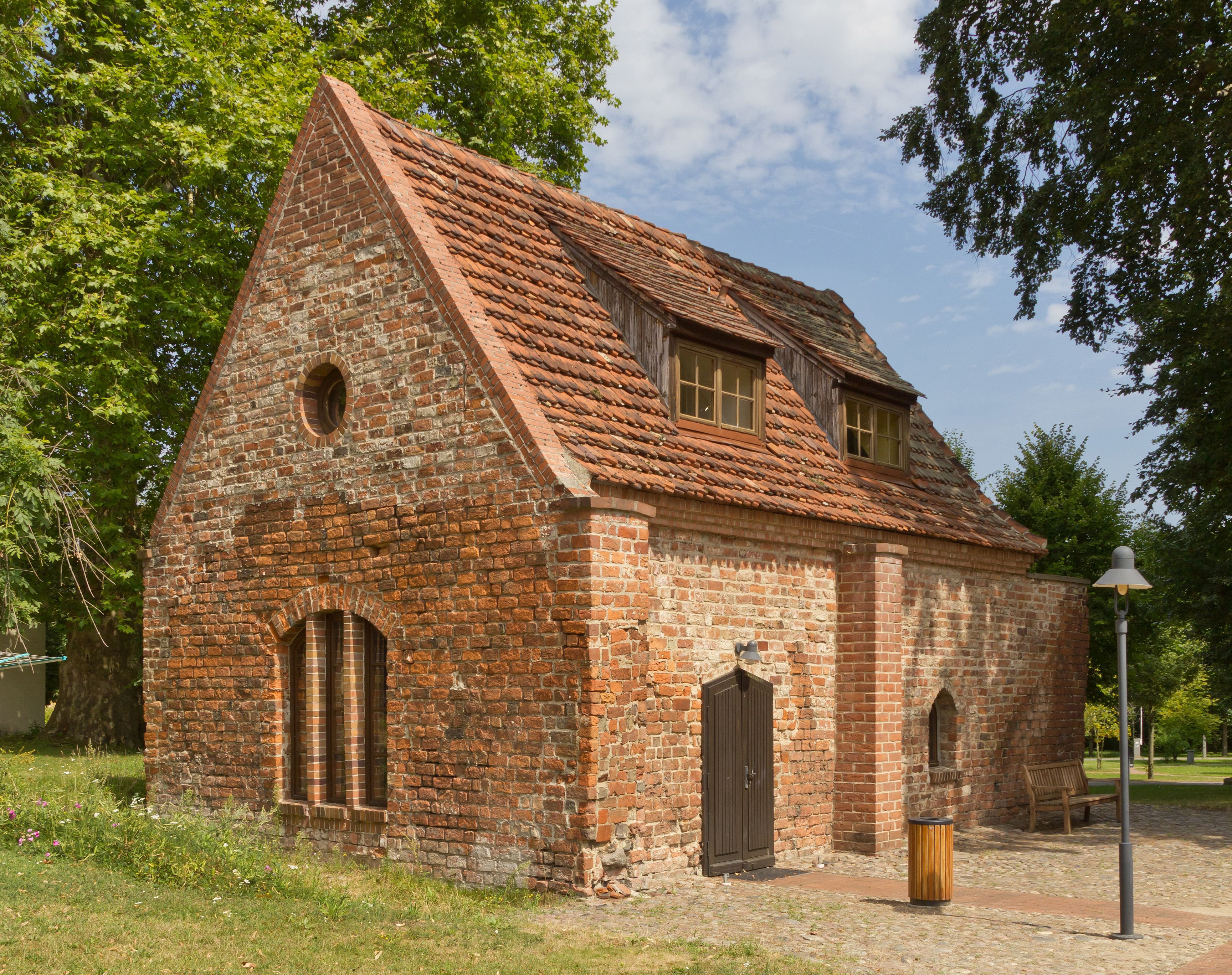
Torkapelle
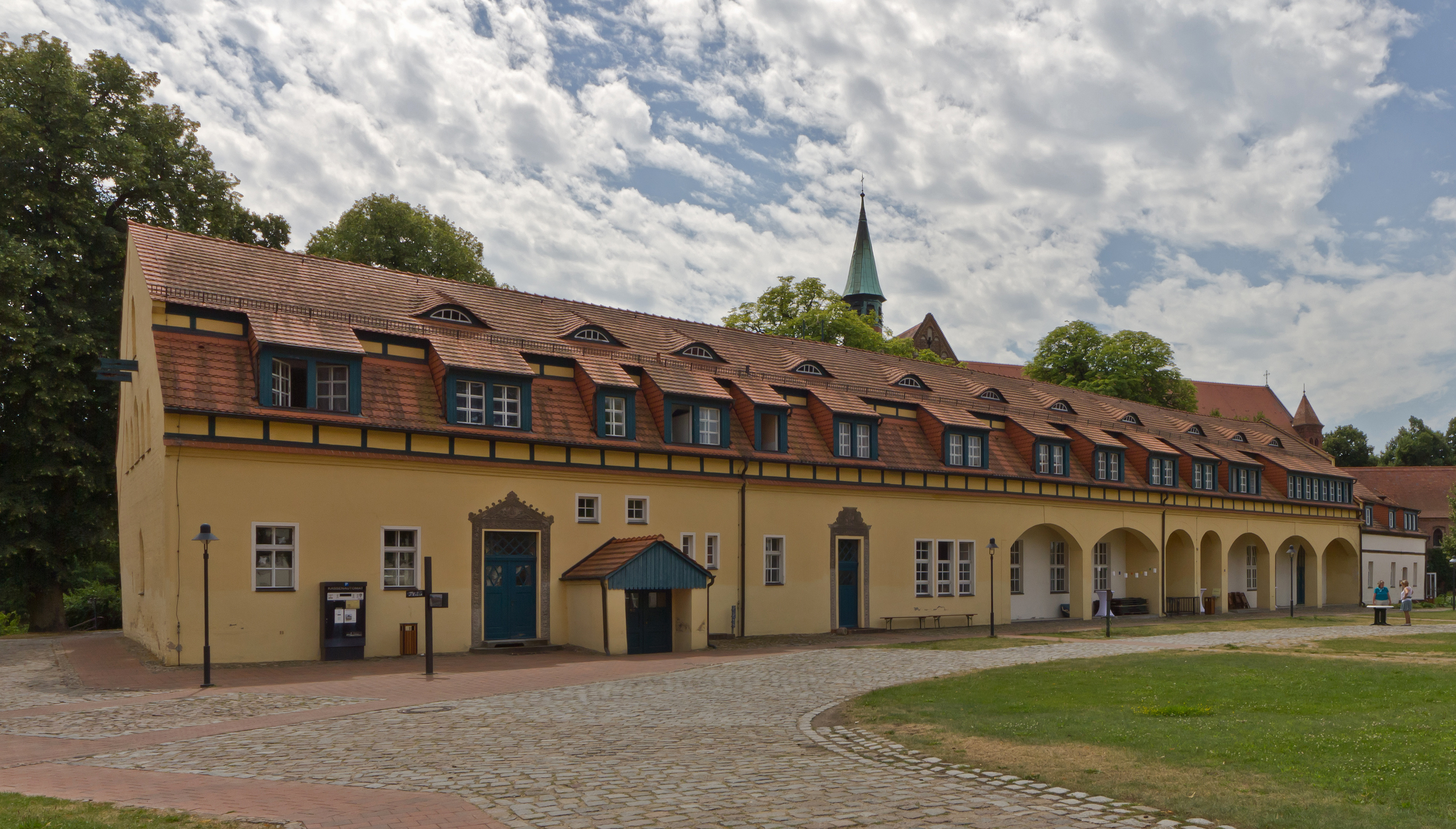
Elisabethhaus
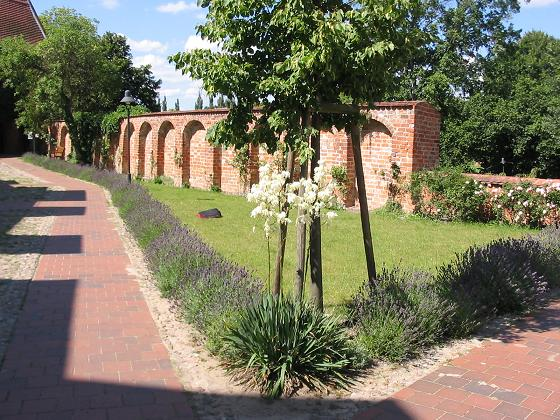
Mauer

## Übersichtskarte
Eine Übersichtskarte mit allen Brandenburger Zisterzienserklöstern findet sich bei dem Frauenkloster Marienfließ, der vierten Klostergründung unter dem Namen der Zisterzienser im märkisch-lausitzschen Raum, 1230 von den Edlen Herren Gans zu Putlitz in der Prignitz gestiftet.